# História pra Ninar Gente Grande
História pra Ninar Gente Grande foi o enredo apresentado pela Estação Primeira de Mangueira no desfile das escolas de samba do Rio de Janeiro do carnaval de 2019, com o qual a escola conquistou o seu vigésimo título de campeã do carnaval carioca, três anos após a conquista anterior, em 2016. O enredo da escola fez uma revisão da História do Brasil, exaltando lideranças populares negligenciadas pela narrativa oficial, como Dragão do Mar, Luísa Mahin e Cunhambebe, e desconstruindo a imagem de figuras apontadas como "heroicas" como Pedro Álvares Cabral, Marechal Deodoro da Fonseca e Dom Pedro I. O enredo foi desenvolvido pelo carnavalesco Leandro Vieira, que conquistou seu segundo título no carnaval do Rio.
A Mangueira foi a sexta escola a se apresentar na segunda noite do Grupo Especial, iniciando seu desfile na madrugada da terça-feira de carnaval, dia 5 de março de 2019. O desfile gerou imagens fortes como uma reprodução do Monumento às Bandeiras pichado, numa crítica à exaltação aos Bandeirantes. Na última alegoria, uma componente representando Princesa Isabel com mãos sujas de sangue, e componentes representando Padre José de Anchieta, Duque de Caxias e Marechal Floriano Peixoto dançando em cima da reprodução de corpos ensanguentados. Uma bandeira do Brasil estilizada com as cores verde e rosa e com a inscrição "Índios, negros e pobres" no lugar de "Ordem e Progresso" encerrou a apresentação, e, posteriormente, foi exposta do Museu de Arte Moderna do Rio. O desfile foi aclamado pela crítica especializada, ganhando adjetivos como "histórico", "impactante", "transgressor", "arrebatador", e sendo listado entre os melhores do século. A Mangueira recebeu diversas premiações, incluindo o Estandarte de Ouro, o Tamborim de Ouro e o S@mba-Net de melhor escola do ano.
Outro destaque do desfile foi o samba-enredo composto por Deivid Domênico, Tomaz Miranda, Silvio Moreira Filho (Mama), Márcio Bola, Ronie de Oliveira, Danilo Firmino, Manu da Cuíca e Luiz Carlos Máximo. Vencedor de diversas premiações, o samba fez sucesso antes mesmo do carnaval, e ganhou diversas regravações após o desfile. Citando Marielle Franco, a obra virou um hino em homenagem a vereadora, assassinada em 14 de março de 2018. O samba também foi usado por professores para ministrar aulas e inspirou os alunos da Olimpíada Nacional em História do Brasil a criarem um dicionário com verbetes sobre personalidades raramente estudadas pela historiografia oficial do Brasil.
A Mangueira foi campeã com três décimos de vantagem sobre a vice-campeã, Unidos do Viradouro. Ao todo, a escola recebeu apenas três notas abaixo da máxima, mas, seguindo o regulamento do concurso, todas foram descartadas. Enquanto políticos de esquerda elogiaram e até participaram do desfile, políticos de direita criticaram a escola de samba. O Comando do Exército Brasileiro divulgou uma nota em defesa do seu patrono, Duque de Caxias, que foi duramente criticado no desfile.

## Antecedentes

### Retrospecto

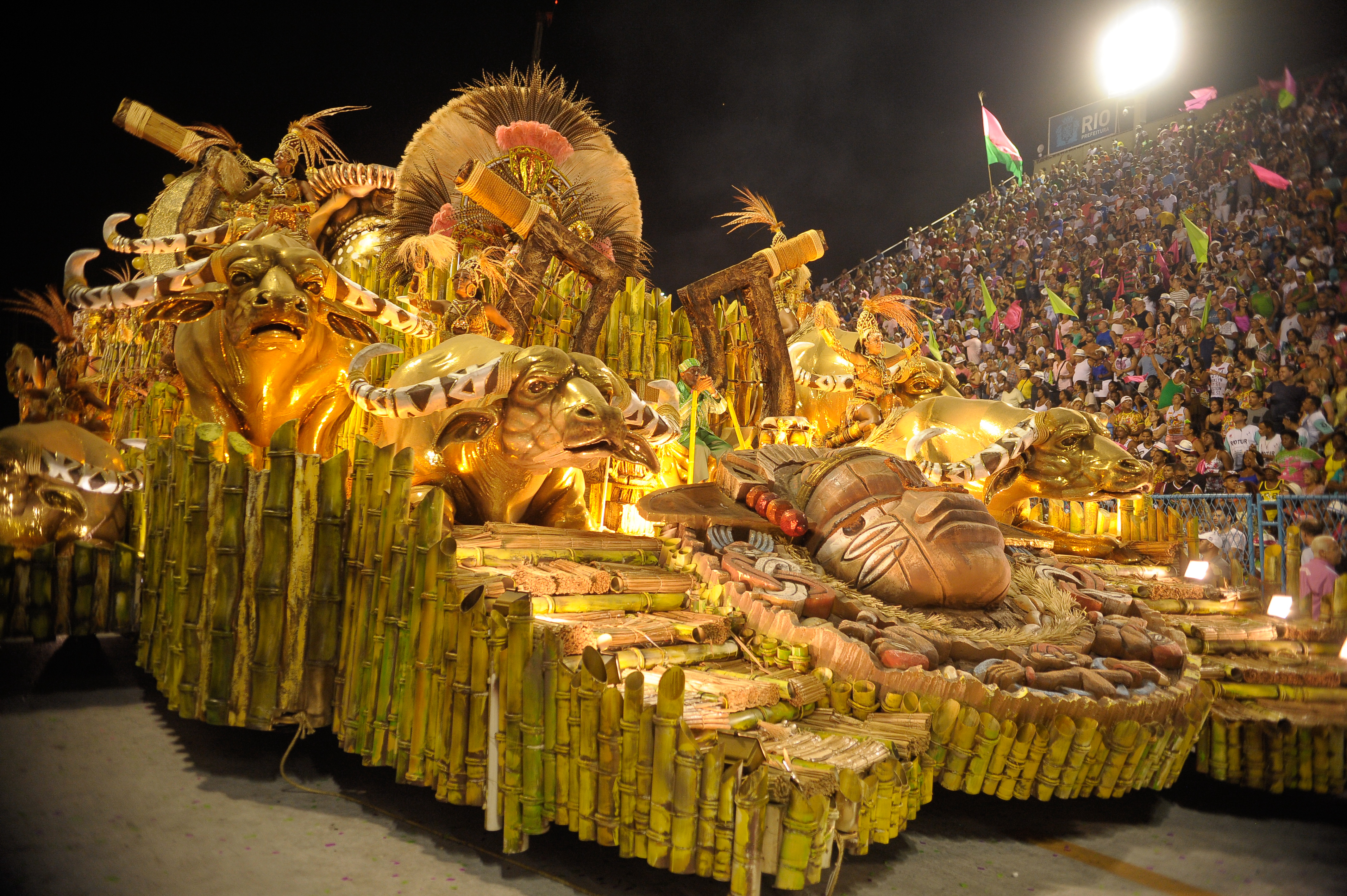
Carro Abre-Alas da Mangueira no desfile de 2016

No carnaval de 2016, a Estação Primeira de Mangueira conquistou seu 19.º título na elite da folia carioca, quebrando o jejum de quatorze anos sem conquistas. O enredo "Maria Bethânia: A Menina dos Olhos de Oyá" foi desenvolvido pelo carnavalesco Leandro Vieira, que foi campeão em seu ano de estreia no Grupo Especial. No carnaval de 2017, a Mangueira se classificou em quarto lugar com um enredo de Vieira sobre a religiosidade dos brasileiros.

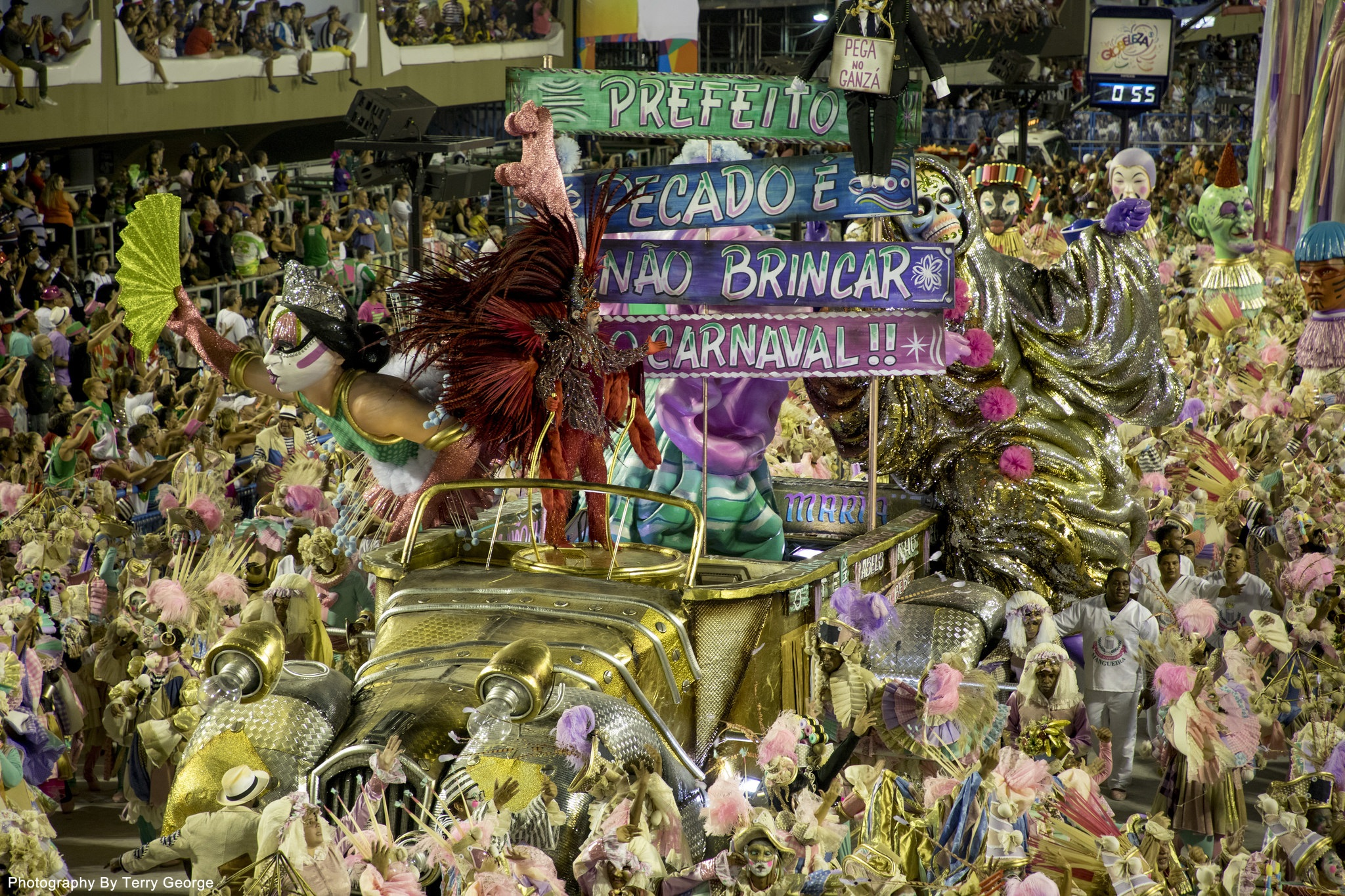
Alegoria com críticas ao prefeito Marcelo Crivella no desfile da Mangueira em 2018.

Para o carnaval de 2018, o então prefeito do Rio de Janeiro, Marcelo Crivella, anunciou o corte de 50% do repasse de verbas públicas para as escolas de samba. Bispo licenciado da Igreja Universal do Reino de Deus, Crivella foi acusado de ser influenciado pela sua religião ao cortar parte da verba do carnaval. Em 2018, a Mangueira foi a quinta colocada do carnaval. Leandro Vieira desenvolveu o enredo "Com Dinheiro ou Sem Dinheiro, Eu Brinco!", inspirado no corte de verba das escolas de samba. No desfile, foram usadas frases de impacto em alegorias e fantasias, como "Prefeito, pecado é não brincar o Carnaval!" e "Olhai por nós. O prefeito não sabe o que faz". Crivella também foi retratado como um boneco de Judas em uma das alegorias. Com o sucesso do desfile, a imagem de Vieira ficou relacionada como "carnavalesco político", havendo expectativas para que, em 2019, um novo enredo de críticas políticas fosse realizado.

### Preparação para 2019

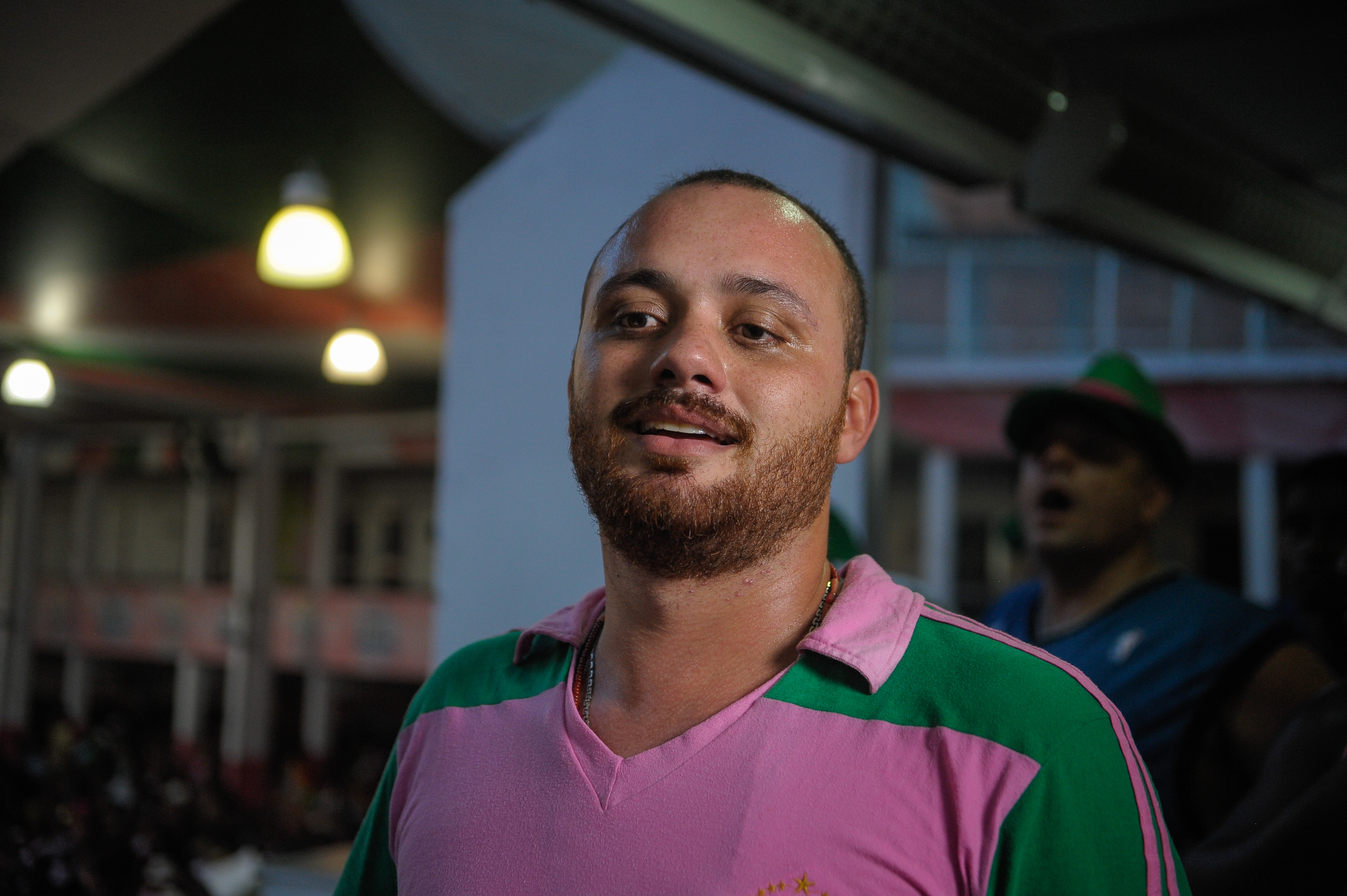
Leandro Vieira, carnavalesco da Mangueira e autor do enredo.

Oito dias após o desfile de 2018, Leandro Vieira renovou seu contrato com a Mangueira. Inicialmente, foi notificada a intenção da agremiação em homenagear a Itália. Em maio do mesmo ano, Vieira confirmou que mais nove enredos estavam em análise para o carnaval de 2019. Um mês depois, em 22 de junho de 2018, a Mangueira divulgou em suas redes sociais o enredo escolhido, batizado de "História pra Ninar Gente Grande". No mesmo dia foi divulgada a sinopse do enredo, assinada por Leandro Vieira, e a logomarca do desfile, desenvolvida por Igor Matos.
Em maio de 2018, logo após as comemorações dos 90 anos da Mangueira, começaram os preparativos técnicos para o desfile de 2019. Os resultados do carnaval de 2018, mostraram penalidades em dois quesitos de julgamento: bateria e comissão de frente. Foram então trocados os comandos desses dois segmentos. Responsáveis pela célebre comissão de frente com troca de roupas da Unidos da Tijuca em 2010, Priscilla Mota e Rodrigo Negri assumiram a direção da comissão de frente da Mangueira. A bateria mangueirense passou a ser comandada por Mestre Wesley, ritmista da Mangueira desde 1987 e primeiro mestre de bateria da escola mirim Mangueira do Amanhã. A Mangueira também trocou de intérprete oficial, contratando Marquinho Art'Samba para substituir Ciganerey, que estava na escola desde 2016. Repetindo o posto de 2018, o cantor Péricles também foi anunciado como um dos intérpretes para o desfile de 2019, mas, por conflitos de agenda, sua participação foi cancelada. Compositor da escola, o produtor musical Alemão do Cavaco assumiu o posto de diretor musical da agremiação. No dia 17 de julho de 2018 a LIESA sorteou a ordem de apresentação das escolas de samba para o desfile de 2019. A Mangueira foi sorteada para ser a sexta, e penúltima, agremiação a se apresentar na segunda noite do Grupo Especial.
No dia 8 de novembro de 2018, o presidente da escola, e deputado estadual, Chiquinho da Mangueira, foi preso pela Polícia Federal na operação Furna da Onça. Chiquinho foi acusado pelo Ministério Público Federal de usar a Assembleia Legislativa do Rio de Janeiro para beneficiar o Governo de Sérgio Cabral (2011-2014) em votações, recebendo, em troca, uma propina mensal. Em nota divulgada à imprensa, a Estação Primeira de Mangueira declarou que "apesar dos acontecimentos políticos recentes que motivaram a ausência temporária de seu presidente, Chiquinho da Mangueira, todas as atividades da agremiação seguirão normalmente, assim como o seu planejamento para o carnaval 2019. A instituição, que completou 90 anos em abril, sempre estará acima das pessoas e possui um estatuto vigente que vem sendo cumprido em sua totalidade". Com a prisão de Chiquinho, o vice-presidente da escola, Aramis Santos, assumiu a presidência da agremiação. A Uber, que havia oferecido R$ 500 mil para cada escola, desistiu do patrocínio por causa da prisão de Chiquinho, desautorizando a vinculação da marca com o carnaval. O atraso no pagamento do subsídio pela Prefeitura do Rio aumentou ainda mais a crise financeira na escola, que precisou tomar medidas drásticas como cancelar ensaios na quadra e cortes na equipe de trabalho. Em janeiro de 2019, o então presidente do Superior Tribunal de Justiça (STJ), ministro João Otávio Noronha, concedeu habeas corpus para Chiquinho da Mangueira. Em prisão domiciliar, ele não pode comparecer ao desfile, assistindo a apresentação de casa.
Na noite do domingo, dia 17 de fevereiro de 2019, a escola realizou seu ensaio técnico, no Sambódromo da Marquês de Sapucaí, debaixo de chuva. Segundo análise do site SRzd, "a comunidade mostrou entrosamento e cantou com força o samba". A rainha de bateria Evelyn Bastos, desfilou amordaçada, caracterizada como Escrava Anastácia. Após o ensaio, Marquinho Art'Samba foi preso por falta de pagamento de pensão alimentícia. No dia seguinte, o intérprete foi solto. A confecção das fantasias da ala infantil e da velha-guarda da escola, foram feitas em parceria com o Curso de Design de Moda da Universidade Estácio, de Juiz de Fora, que entregaram os trabalhos em 24 de fevereiro de 2019.

## O enredo

### Desenvolvimento
"A proposta é questionar acontecimentos históricos cristalizados no imaginário coletivo e que, de alguma forma, nos definem enquanto nação. Essas ideias de "descobrimento" "independência" e "abolição" postas em cheque ou questionadas para possibilitar o entendimento do desprezo pela cultura nacional e as razões de uma sociedade pacífica ou, porque não, passiva."

—Leandro Vieira, carnavalesco e autor do enredo.
A intenção da escola foi fazer "do desfile uma grande homenagem a personagens importantes que foram apagados da história do Brasil." Foi usado, para descrever o enredo, termos como "Lado B da história", "História do Brasil que não está nos livros" e "pela ótica dos heróis populares". O carnavalesco Leandro Vieira desenvolveu a ideia e a sinopse do enredo como uma crítica ao movimento político Escola sem Partido, que defende uma educação sem "doutrinação ideológica" de esquerda nas escolas. O artista fundamentou que o negacionismo histórico cria uma população "ninada", sendo "o enredo [...] [uma proposta] para ‘acordar’ gente grande".
Vieira realizou pesquisas em teses e livros referentes a histórias não tradicionais sobre o Brasil, além de realizar consulta em documentos iconográficos e realizar encontro com historiadores para aprofundamento das informações. Nessas pesquisas, Vieira decidiu escolher, na publicação da argumentação, histórias sobre as resistências contra a Escravidão no Brasil e a Abolição da escravatura no Brasil, fugindo da narrativa de ser uma simples lei assinada pela bondade de Princesa Isabel, assim como enfatizar trajetórias políticas de pessoas que lutaram contra este sistema, usando de exemplo Francisco José do Nascimento (conhecido como Chico da Matilde), Maria Felipa de Oliveira e Cunhambebe.

### Sinopse
A sinopse oficial de "História pra Ninar Gente Grande", divulgada no site da Mangueira, foi escrita por Leandro Vieira a partir de suas pesquisas a documentações pertinentes. O objetivo, portanto, seria oferecer "um olhar possível para a história do Brasil. Uma narrativa baseada nas 'páginas ausentes'. Se a história oficial é uma sucessão de versões dos fatos, o enredo que proponho é uma 'outra versão'", afirmou. Vieira salienta que essa "história oficial" tem a pretensão de mostrar uma visão vencedora e heroica de personagens que agiram de forma brutal contra populações marginalizadas desde o início do Brasil. Afirma, na sinopse, que o Descobrimento do Brasil foi um domínio, saqueamento e a Lei Áurea resultado de muitas lutas de populações que não representavam o Império brasileiro. Sobre o título, argumenta que "conta-se uma história na qual as páginas escolhidas o ninam na infância para que, quando gente grande, você continue em sono profundo." Vieira argumenta que as versões históricas mais conhecidas sobre o Brasil, foram feitas e associadas às bem feitorias das elites econômicas e militares do país. Isso, portanto, construiu uma reação negativa referente a vasta tradição indígena e africana na cultura brasileira. Vieira ainda defende que, na verdade, a história do Brasil começou a mais de 12 mil anos, com a ocupação dos primeiros povos indígenas nas regiões do Amazonas, Bahia e Minas Gerais.
Na sinopse, Vieira afirma que o Brasil, desde 1500 com o "descobrimento", foi constituído por golpes de estados, principalmente por momentos cruciais, como a chegada de Cabral, o 'ladrão'; Dom Pedro I, que decretou uma independência com poucas mudanças no país; Proclamação da República que é descrita como uma declaração continuísta, que aconteceu sem a participação popular e organizada por Marechal Deodoro da Fonseca, um monarquista que era amigo pessoal de Dom Pedro II, o imperador golpeado; e o Golpe Militar de 1964 que criou a ditadura militar brasileira, até hoje lembrada e homenageada pelo nome de seus ditadores em avenidas, lugares públicos e monumentos ao ar livre. Em contrapartida a essas histórias, o enredo pretende mostrar a história não contada de pessoas que estavam participando ativamente contra esses acontecimentos.

### Personagens citados
O enredo foi descrito pela mídia e pela divulgação oficial da Mangueira como "diferente dos tais atos heroicos de figurões" e uma história “pela ótica dos heróis populares”. Como figurões, o enredo salienta principalmente Pedro Álvares Cabral, que historicamente é descrito como o "descobridor do Brasil"; Princesa Isabel como a "redentora" por assinar a lei que tornou oficial a libertação das pessoas escravizadas no Império do Brasil em 1888; o imperador Dom Pedro I que é simbolizado como o líder que libertou o Brasil do comando português que explorava as capitanias locais em 1822; e Marechal Deodoro da Fonseca, que é visto como o proclamador e libertador do povo brasileiro contra as amarras de um Império falido em 1889. No decorrer da sinopse, Vieira faz diversas denúncias sobre as tentativas de criação de personagens que pudessem significar a independência e argumentar a favor da proclamação da República de 1889, como a imagem de Alferes Joaquim José da Silva Xavier, o Tiradentes. Em seguida, como critica aos personagens criados a partir de golpes de estado, Vieira aponta a fortificação simbólica dos nomes dos ditadores Humberto de Alencar Castelo Branco que iniciou as eleições indiretas, o segundo ditador Costa e Silva que fechou o Congresso Nacional e autorizou o Ato Institucional n.º 5 que suspendeu as vias democráticas do Brasil e atribuiu o poder constitucional exclusivamente ao presidente e o terceiro ditador Emílio Garrastazu Médici, o percursor da fase chamada Anos de Chumbo, que autorizou as torturas e perseguições à manifestações políticas no país.
Em contrapartida, Vieira salienta em forma de personagens a "atuação de 'gente comum'" em táticas de resistência na escravidão, como a organização em quilombos, fugas efetuadas por grupos e esforços singulares e coletivos para a conquista da alforria para pessoas ainda em regime de escravidão no Brasil. Para exemplificar, cita a biografia de Chico da Matilde, Francisco José do Nascimento, o Dragão do Mar, um jangadeiro do estado do Ceará que por trabalhar em navios, organizou o fim do embarque de pessoas escravizadas no estado, abolindo totalmente a escravidão cearense em 1884, quatro anos após a abolição oficial nacional. Ademais, também faz menção aos personagens Zumbi dos Palmares, o líder do maior quilombo democrático já localizado no Brasil; Dandara dos Palmares, por sua atuação em combates contra a coroa portuguesa; Luiza Mahin pela articulação dos levantes de pessoas escravizadas na Bahia; e Maria Felipa de Oliveira por atear fogo em embarcações portuguesas e usar de sabedorias locais para sabotar seus inimigos. Bem como, aponta a resistência indígena nas decisões do Brasil, a partir da liderança de Cunhambebe, um indígena tupinambá que soube manter contato com os portugueses e franceses logo após suas chegadas nas terras tupinambás e manter viva sua população;, a Confederação dos Cariris contra a invasão portuguesa; e a atuação dos Caboclos de Julho na Independência da Bahia.

## O samba-enredo

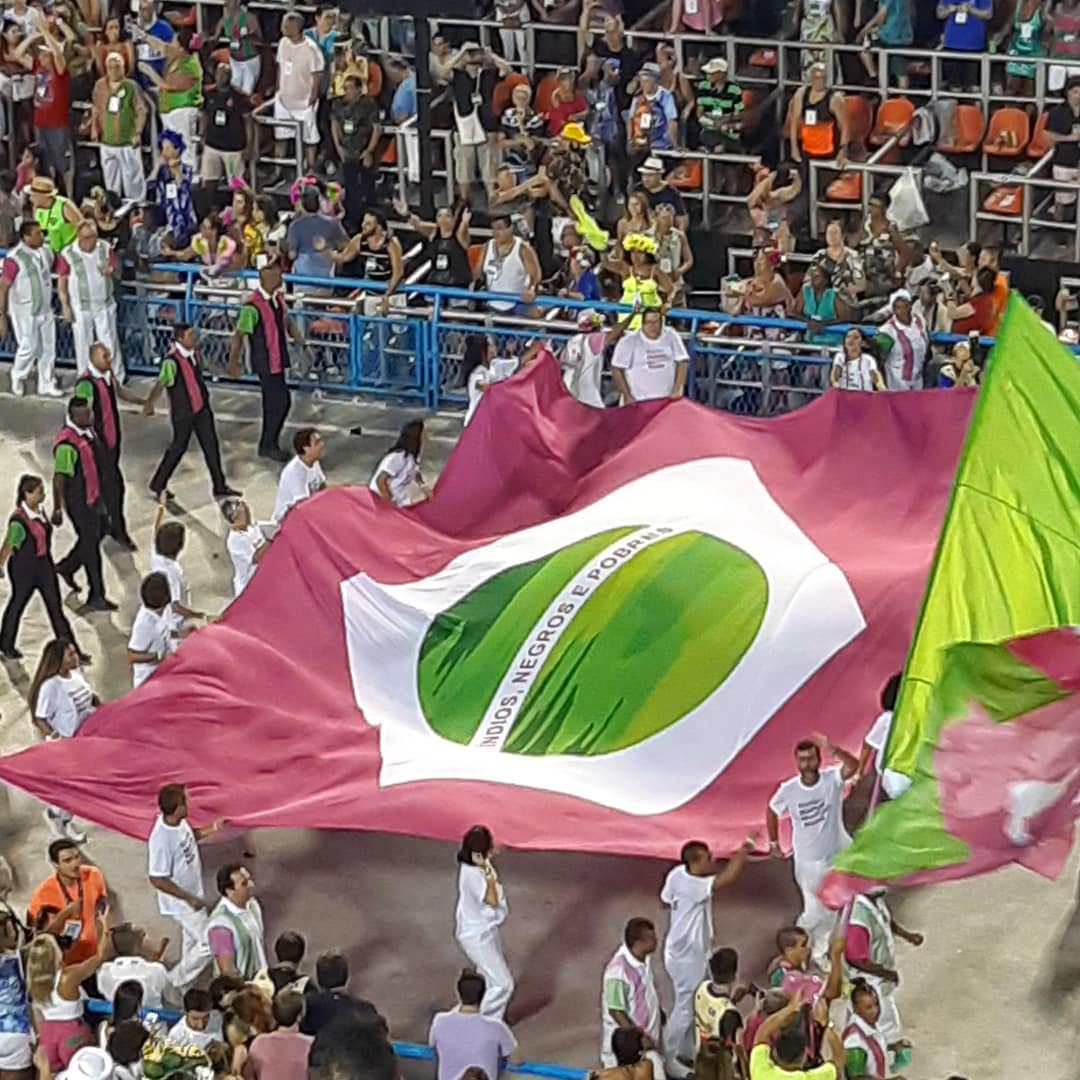
Bandeira brasileira, obra que encerrou o desfile, ganhou exposição no MAM do Rio.

### Processo de escolha
Em 24 de julho de 2018 foi realizada uma reunião entre o carnavalesco Leandro Vieira e compositores da escola, no Barracão da Mangueira na Cidade do Samba, para tirar dúvidas sobre o enredo. O regulamento para a participação do concurso que elegeria o samba-enredo do desfile, exigiu a colaboração de dois a seis compositores por obra, o pagamento de uma taxa de R$ 600, a entrega de trinta cópias imprimidas da letra do samba, 3 CDs ou 2 pen drives com o samba gravado em formato MP3 e o prazo para a entrega e inscrição no dia 21 de agosto de 2018. Junto ao edital de participação, foi decidido o calendário das classificatórias e eliminatórias, com a primeira eliminatória no dia 1 de setembro; a segunda no dia 8; a terceira no dia 15; a semi-final no dia 22; e a "grande final" no dia 29 de setembro.
Dezesseis parcerias inscreveram sambas no concurso da escola:
1. Deivid Domênico, Tomaz Miranda, Mama, Marcio Bola, Ronie Oliveira e Danilo Firmino.
2. Alemão do Cavaco, Lequinho, Jr Fionda, Gabriel Machado, Wagner Santos e Gabriel Martins.
3. Hélio Turco, Partidinho da Mangueira, Sérgio Gil, André Luis, Bel da Uerj e Fernando do Chalé.
4. Tantinho da Mangueira, Cadu, Paulinho Bandolim, Guilherme Sá, Guto Garcia e Bico Doce.
5. Beto Savanna, Daniel D’Almeida, Armandinho, Zé Ricardo, Marcio de Deus e Marcelo Oliveira.
6. Gilson Bernini, Gustavo Louzada, Jorginho Bernini, Fernando Miranda, Fred Pessanha e Tiko da Mikinha.
7. Marcelo Nunes, Henrique Barga, Fábio Jelleya, Alexandre Naval, Renato Forti e Newtinho Rapha SP.
8. Rodrigo Pinho, Poeta, Pedro Terra, Rubens Gordinho, Zé Carlinhos e Mauro.
9. Celso Tropical, Renato Pacote, Tom Bralca, Ginha, Téo Dimeriti e Foca.
10. Bira Show e Leandro Almeida.
11. Rody, Martinho Jorge, Claudio Alves e Baiano LP.
12. Caíque Alves, Sérgio Hermenegildo, Pety Barbosa e Wanderley Freitas.
13. Marquinho da Hora, Jorge Zulu, Rita Diir, Fabio Lima e Aldi.
14. Maestro Jota, Mestre Baggio, Tutula, Victor Cav e Cleber Luiz.
15. Arimatéia, Beto Baluartes, Jaime Lopes, Cirrose Partideiro, Claudinho Melodia e Ítalo Costa.
16. Jacob e Paulina Jacob.

Com o processo de eliminações, classificações e mudanças nas datas para as escolhas, a final da disputa foi realizada na madrugada do domingo, dia 14 de outubro de 2018. Foi organizado, para o evento, uma estrutura com capacidade de lotação máxima na quadra de ensaio da escola de samba no Morro da Mangueira, com a tarifa de entrada por R$50, e R$ 80 para o aluguel de mesas com quatro cadeiras. Três sambas disputaram a final (parcerias de Deivid Domênico; Alemão do Cavaco; e Hélio Turco) tendo quarenta minutos, cada um, para apresentar a letra, de forma repetida, para o júri competente escolhido pela agremiação. O resultado final foi divulgado na manhã do dia 14 de outubro. O samba-enredo vencedor foi composto por Deivid Domênico, Tomaz Miranda, Mama, Marcio Bola, Ronie Oliveira e Danilo Firmino. Posteriormente, foi revelado que o casal Manu da Cuíca e Luiz Carlos Máximo também compôs o samba vencedor, mas não assinaram a obra por também estarem concorrendo na disputa da Portela, que exigia exclusividade. Um dos autores do samba de 2015 da Mangueira, Deivid Domênico assina sua segunda obra na escola. Os demais compositores da parceria venceram pela primeira vez na Mangueira.

### Gravação
Após a escolha do samba-enredo, componentes da escola e cerca de cinquenta ritmistas da bateria se reuniram em 18 de outubro de 2018, no barracão da agremiação na Cidade do Samba, para gravar a versão oficial do samba-enredo para o álbum do carnaval e o videoclipe da canção. A escola optou pela bateria completa nas duas passadas do samba, com andamento de 144 bpm. A obra da Mangueira é a quinta faixa do álbum Sambas de Enredo 2019, lançado nas lojas físicas e plataformas de streaming de áudio em 30 de novembro de 2018.

### Letra e melodia
A letra do samba personifica o Brasil, com quem o narrador tem uma conversa onde são apresentados personagens e histórias comumente negligenciadas pela narrativa - tida como oficial - da história brasileira ("Brasil, meu nego deixa eu te contar / A história que a história não conta / O avesso do mesmo lugar / Na luta é que a gente se encontra / Brasil, meu dengo a Mangueira chegou / Com versos que o livrou apagou"). Os vocativos "meu nego" e "meu dengo" reforçam o tom afetivo da conversa. A seguir, o narrador lembra as diversas invasões sofridas pelo país, como a descoberta do Brasil que, na verdade, foi uma invasão dos europeus a um país já habitado por indígenas ("Desde 1500 tem mais invasão do que descobrimento"). No trecho seguinte, "Tem sangue retinto pisado / Atrás do herói emoldurado", questiona-se o heroísmo conquistado às custas de muitas mortes, como no caso dos bandeirantes, homenageados com nomes de rua e monumentos em espaços públicos apesar do histórico violento contra negros e indígenas. O narrador pede então que se exalte mulheres, tamoios e mulatos ao invés dos "heróis", em sua maioria homens brancos, questionados anteriormente ("Mulheres, Tamoios, mulatos / Eu quero um país que não tá no retrato"). Em seguida, o samba faz referência à líder quilombola Dandara, esposa de Zumbi dos Palmares; e à Confederação dos Cariris, movimento de resistência de indígenas brasileiros das nações Cariri e Tarairiú à dominação portuguesa ("Brasil, o teu nome é Dandara / E a tua cara é de Cariri"). O trecho seguinte descontrói o protagonismo da Princesa Isabel na abolição da escravidão no Brasil, enaltecendo as ações pró-abolição feitas por Chico da Matilde, também conhecido como Dragão do Mar. O jangadeiro, cearense de Aracati, foi expoente na luta abolicionista que resultou na abolição da escravidão no Ceará, cinco anos antes da assinatura da Lei Áurea pela Princesa Isabel ("Não veio do céu / Nem das mãos de Isabel / A liberdade / É um dragão no mar de Aracati").

"O samba da Mangueira fala das maiorias, e não das minorias. A maioria das pessoas não é príncipe, princesa ou rainha. A maioria são os 'heróis de barracões'. Quando isso é explicado, as pessoas se reconhecem. E, ao se reconhecerem, elas abraçam. A gente tem poucos espaços para dizer que esse país não é feito de banqueiros, e sim de trabalhadores".

—Manu da Cuíca, uma das compositoras do samba da Mangueira.
"Salve os caboclos de julho" faz referência aos caboclos que lutaram pela Independência da Bahia contra as tropas portuguesas, derrotadas no dia 2 de julho de 1823. "Quem foi de aço nos anos de chumbo" faz alusão aos que lutaram contra a ditadura militar no Brasil. Em "Brasil, chegou a vez / De ouvir as Marias, Mahins, Marielles, Malês", o samba usa uma aliteração, com a repetição da sílaba "Ma", para exaltar figuras que lutaram pela sobrevivência diária e por justiça social, como: Maria Felipa, capoeirista que participou da luta pela independência na Bahia; Luísa Mahin, envolvida nos levantes de escravos na então Província da Bahia; Marielle Franco, vereadora do Rio de Janeiro e militante dos direitos humanos, assassinada em 14 de março de 2018; e os malês, negros de origem islâmica, que organizaram a Revolta dos Malês, o maior levante de escravizados da história do Brasil. O uso de plurais nos nomes das mulheres citadas expande para além da individualidade as personagens engajadas nas lutas. No único refrão do samba, o narrador pede que a Mangueira "tire a poeira dos porões", no sentido de que é preciso revisitar o passado, que está esquecido e "empoeirado" ("Mangueira, tira a poeira dos porões / Ô, abre alas pros seus heróis de barracões"). "Barracões" tem duplo sentido, se referindo tanto aos barracões da escola de samba - onde é confeccionado o desfile, quanto às moradias das favelas, popularmente chamadas de barraco. O samba termina exaltando a pluralidade cultural brasileira e os artistas populares, exemplificados na figura dos ilustres mangueirenses Leci Brandão e Jamelão ("Dos brasis que se faz um país de Lecis, Jamelões") e das múltiplas vozes anônimas que cantam junto com a Mangueira ("São verde e rosa as multidões").

### Crítica especializada
O jornalista Bernardo Araujo, do jornal O Globo, apontou o samba da Mangueira como um dos destaques da safra de 2019. Para Bernardo, "o samba mais badalado do pré-carnaval, 'História pra Ninar Gente Grande', da Mangueira, arrepia ao citar "marias e marielles" (referindo-se à vereadora assassinada Marielle Franco) e ainda manda "lecis"  e "jamelões", num original e saboroso name-dropping, mas talvez sua força esteja mais no conteúdo político (e necessário) do que no samba-enredo em si". Bruno Kazuhiro, do Diário do Rio, escreveu que "apontado por alguns como o melhor do ano, o samba-enredo da verde e rosa tem forte cunho político e incentiva a indignação popular. A melodia é apenas boa, mas o conteúdo da letra se destaca e deve estabelecer conexão afetiva com o público".

Para Bruno Guedes, da Cult Magazine, o samba mangueirense já nasceu antológico: "Sensação do período de disputas de samba, a obra se tornou famosa antes mesmo de ser escolhida. [...] Como vem se tornando habitual neste últimos anos, foge ao padrão estético e traz melodia excepcional e letra que tem seus grandes pontos fortes". Carlos Alberto Fonseca, do site especializado Sambario, destacou o samba da Mangueira como "o samba do ano" e "o grande samba do século na Estação Primeira", apontando que "o enredo, que valoriza os heróis esquecidos da história do país, tem um samba fabuloso e fidalgamente necessário". 

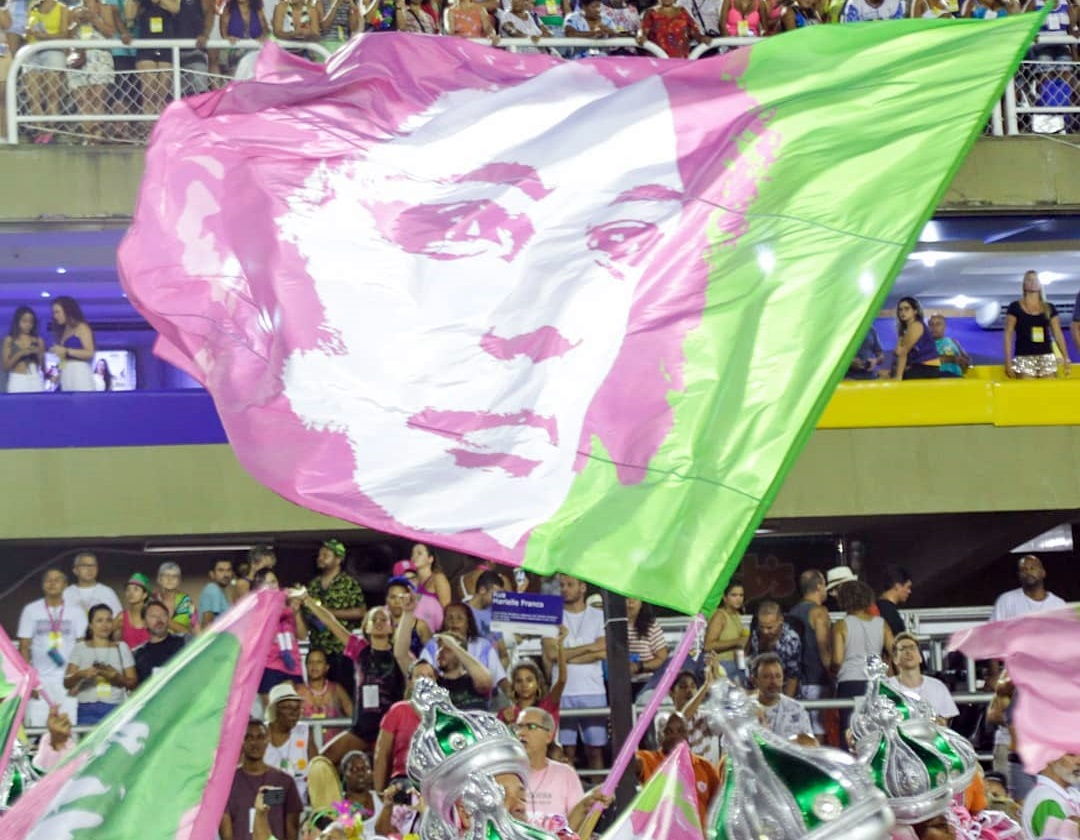
Bandeira de Marielle Franco no desfile.

### "Samba da Marielle"
O samba-enredo da Mangueira ficou conhecido como o "samba da Marielle". As reportagens da imprensa reduziram tanto o samba quanto o desfile da escola a uma homenagem a vereadora. O nome de Marielle não é citado na sinopse do enredo e quase não entra no samba. A primeira versão da obra cita "Marias, mahins, malês, marés". Quando parecia pronta, os compositores tiveram a ideia de incluir o nome da vereadora. Segundo a compositora Manu da Cuíca, "Marielle está no enredo, como estão as Marias anônimas, a Maria Quitéria... Entendemos que o nome dela era totalmente pertinente". Para o compositor Devid Domênico, Marielle "é o símbolo da mulher que luta diariamente contra a opressão, a desigualdade, o machismo, a homofobia, e que é silenciada pela sociedade hipócrita ou pelo sistema". Para o carnavalesco Leandro Vieira, Marielle "foi silenciada pelos mesmos motivos que levaram à morte Dandara, Zumbi dos Palmares, Sepé Tiaraju, os malês, os índios cariris".

## O desfile
A Mangueira foi a sexta, e penúltima, escola a desfilar na segunda noite do Grupo Especial, iniciando seu desfile na madrugada da terça-feira de carnaval, dia 5 de março de 2019. A apresentação contou com três mil e quinhentos componentes, divididos em 24 alas, cinco carros alegóricos e dois tripés. Nas frisas e camarotes, torcedores ostentavam placas sobre Marielle Franco ("Rua Marielle Franco"; "Mari Presente"; e também "Justiça por Marielle"). Na arquibancada popular, mais manifestações, entre elas um bandeirão com o rosto da vereadora assassinada. A escola foi saudada pelo público presente no sambódromo com gritos de "é campeã!". A Mangueira concluiu seu desfile com 71 minutos de apresentação. Abaixo, o roteiro do desfile e o contexto das alegorias e fantasias apresentadas.
| Roteiro |
| Setor 1: "Mais Invasão que Descobrimento" |
| --- |
| Os "heróis" emoldurados nos retratos, enquanto negros e indígenas ficaram do lado de fora da parede.Quando saem da moldura, é revelado que os "heróis" são pequenos em comparação aos negros e indígenas.Comissão de Frente: "Eu Quero Um País que não Tá no Retrato" A ideia da comissão de frente foi desmistificar o protagonismo dado aos "heróis" brancos em detrimento ao de mulheres e homens negros e indígenas. A comissão é acompanhada por um elemento cenográfico que simula uma parede com seis molduras vazadas. Dentro das molduras, componentes interpretam seis "heróis" nacionais: a Princesa Isabel, o bandeirante Domingos Jorge Velho, o Marechal Deodoro da Fonseca, o imperador D. Pedro I, o missionário José de Anchieta e o "descobridor" do Brasil, Pedro Álvares Cabral. Do lado de fora da "parede", nove componentes (homens e mulheres) representam negros e indígenas. Em determinado momento da coreografia, os seis "heróis" descem do elemento, revelando que todos têm baixa altura comparados aos negros e indígenas que estão do lado de fora. A coreografia segue com os "pequenos heróis" manipulando os negros e indígenas com as mãos. A seguir, negros e indígenas pegam um livro, cuja capa é um desenho da bandeira do Brasil, e rasgam uma página, simbolizando a desconstrução do que é ensinado sobre os feitos desses "pequenos heróis". Nesse momento aparece a cantora mirim Cacá Nascimento -que ganhou notoriedade ao gravar o samba da escola na versão concorrente- vestida de verde e rosa, com um novo livro, cuja capa também é verde e rosa. Os "pequenos heróis" somem enquanto os negros e indígenas assumem o lugar deles nas molduras da parede. A cena simboliza o desejo de que negros e indígenas passem a ser tratados como os verdadeiros heróis da História do Brasil. Finalizando a apresentação, dois componentes levantam Cacá, que abre o livro verde e rosa, revelando a palavra "PRESENTE". A comissão foi coreografada por Priscilla Mota e Rodrigo Negri; com cenografia de Penha Lima; preparação teatral de Victor Maia; visagismo e maquiagem de Beto Carramanhos; produção da KBMK Produções Culturais; e figurinos de Leandro Vieira confeccionados pelo Atelier Avant Premiere. Primeiro casal de mestre-sala e porta-bandeira (Matheus Olivério e Squel Jorgea): "Donos da Terra" Tio e sobrinha, Matheus Olivério, de 31 anos e Squel Jorgea, de 33 anos, formam o primeiro casal da Mangueira pelo terceiro carnaval consecutivo. Os dois representam os primeiros habitantes do Brasil, antes da chagada de Pedro Álvares Cabral. Segundo o roteiro do desfile, a fantasia do casal é uma "versão carnavalesca que sugere a figura indígena em releitura adequada à tradicional indumentária dos casais de mestre-sala e porta-bandeira em um contexto de valorização heroica e construção épica do índio brasileiro na fase anterior à chegada de Cabral ao território nacional". Tripés: "Exuberância Indígena" Após o casal, desfilaram dois tripés, ladeados, representando a "exuberância indígena", exaltando a contribuição dos povos originários. De um lado, uma figura indígena feminina, do outro, uma figura masculina. As esculturas foram tingidas de dourado a fim de dar-lhes contorno heroico e majestoso. Ala 1: "A Cerâmica Testemunha de Um Brasil Milenar" A primeira ala do desfile faz referência a cerâmica tapajônica, produzida pelos povos indígenas tapajós. A cerâmica tapajônica é uma das mais antigas do continente americano, indicadora da existência de uma sociedade organizada antes da chegada dos portugueses ao Brasil em 1500. A fantasia da ala, em tons de amarelo, faz uso da estética das estatuetas de barro policromado produzidas pelos tapajós em associação à tradição plumária que caracteriza as tribos da região. Ala 2: "A Cerâmica Marajoara" A segunda ala faz alusão a cerâmica marajoara, fruto do trabalho das tribos indígenas do período de ocupação marajoara da ilha brasileira de Marajó situada na foz do rio Amazonas (estado do Pará), durante o período pré-colonial brasileiro, entre 400 a 1400 d.C. Assim como a cerâmica tapajônica, a marajoara é testemunha de uma sociedade milenar negligenciada pela historiografia oficial do Brasil, comumente contada a partir de 1500 com a chegada dos portugueses ao país. A fantasia da ala faz uso da arte plumária em associação à consagrada estética das urnas marajoaras com a representação de figuras antropomorfas. Destaque para o uso do vermelho e do preto na coloração das "cabeças" da fantasia em menção a policromia marajoara que obtinha na natureza os pigmentos para o tingimento de seus artigos: o preto, obtinham do jenipapo, do carvão ou da fuligem, e o vermelho, do urucum. Grupo de musas: "Esplendor Indígena" Na frente do carro abre-alas desfilou um grupo de três mulheres com fantasias simbolizando "a exuberância da cultura indígena traduzida através da beleza promovida pela exibição do corpo semidesnudo, do esplendor da arte plumária e do colorido tropical". Parte frontal do carro alegórico.Visão lateral da carro abre-alas da Mangueira.Parte traseira da alegoria. Alegoria 1: "Mais Invasão do que Descobrimento" O carro abre-alas da Mangueira remete ao Brasil antes do "descobrimento" de 1500. Segundo o enredo, "os europeus que chegaram às Américas partiram do princípio de que os índios eram seres sem cultura ou história, e essa presunção acabou por legitimar a ideia de que o Brasil teria hoje (2019) apenas a marca dos quinhentos e dezenove anos, tão bem difundida e enraizada no imaginário nacional". O visual geral da alegoria é verde, em alusão às matas e a natureza, e parte da cenografia sugere a formação de grutas rochosas onde se observam a reprodução de pinturas rupestres em referência aos vestígios de arte - com cerca de 50 mil anos – encontrados na Serra da Capivara - no estado do Piauí - e que servem de argumento para a oposição da ideia de que a pertinência do conhecimento da história brasileira só é devida a partir do ano de 1500. No alto da alegoria há uma grande escultura, de rosto com feições indígenas, com um chapéu que lembra as ocas indígenas de palha. Esculturas de uma onça e o seu filhote dão um contorno bucólico ao conjunto alegórico, remetendo a um ambiente tropical. Destaques e composições: Composições gerais: Fantasia "Índio do Brasil" Componentes espalhados pela alegoria representaram os indígenas brasileiros. A base estética do figurino tem como referência a exuberância plumária que caracteriza a cultura indígena, bem como a predominância de uma combinação cromática que resulta em um colorido tropical. Baluartes Localizados na parte lateral da alegoria - no interior das "grutas" que compõem a cenografia geral – os baluartes da Velha Guarda da Mangueira trajavam figurinos tradicionais, com ternos, gravatas e saias nas cores verde e rosa. Destaque central alto: Ednelson Pereira (Fantasia "Exuberância Indígena") Em cima da cabeça indígena do abre-alas, o empresário Ednelson Pereira desfilou com fantasia de plumas verdes e azuis, representando "a história, a cultura e a vida em sociedade dos povos originários". Destaque central baixo: Fábio Lima (Fantasia "Tributo às Sociedades Indígenas") Em frente a gruta frontal da alegoria, o cabeleireiro Fábio Lima desfilou com fantasia em tons de verde e azul, simbolizando as diversas tribos indígenas que se espalhavam do interior ao litoral do Brasil antes da chegada de Pedro Álvares Cabral. |
| Setor 2: "Heróis de Lutas Inglórias" |
| Ala 3 (compositores): "O Verde das Matas" Os compositores desfilaram com terno em tons de verde e gravata rosa. O figurino simbolizou o verde das matas, iniciando o setor sobre as "ações de resistência dos povos indígenas que a história oficial não popularizou de forma ostensiva". Ala 4: "Cunhambebe" A ala faz referência a Cunhambebe, chefe indígena tupinambá que organizou e comandou a Confederação dos índios Tamoios contra os colonizadores portugueses no litoral brasileiro entre as regiões de Cabo Frio (Rio de Janeiro) e Bertioga (São Paulo), no século XVI. A fantasia faz uso de aspectos plásticos bem difundidos no imaginário coletivo no que tange à estética indígena: o uso de cocares e a arte plumária simulando o uso de penas de araras vermelhas e azuis. Componentes carregavam um adereço de mão com uma caricatura de contorno animal em alusão ao fato do indígena dizer não ser um humano, e sim, um felino selvagem. Ala 5: "Confederação dos Índios Cariris" A ala faz alusão a Confederação dos Cariris, que reuniu as tribos Crateús, Cariús, Cariris e Inhamuns contra a ação de portugueses que escravizavam e vendiam indígenas como mercadoria. Ocorreu entre 1682 e 1713 na região Nordeste do Brasil, sobretudo no Rio Grande do Norte, Ceará e Paraíba. A revolta foi finalizada após a convocação de um efetivo de caráter militar deslocado de todo o Nordeste brasileiro, que foi responsável pelo completo extermínio de algumas tribos e pelo desmantelamento das demais envolvidas. A fantasia da ala segue o padrão da anterior, simulando a arte plumária indígena, desta vez, nas cores verde e azul. Componentes carregavam um adereço de mão na forma de um peixe. Ala 6: "Sepé Tiaraju" A ala representa Sepé Tiaraju, guerreiro indígena guarani que se tornou líder das milícias indígenas na batalha contra as tropas luso-espanholas na chamada Guerra Guaranítica, ocorrida entre 1753 e 1756 na região do Rio Grande do Sul. O conflito ocorreu por conta do Tratado de Madrid, que exigia a retirada da população guarani da região que ocupavam há cerca de um século e meio. Em de fevereiro de 1756, cerca de três mil soldados espanhóis e portugueses lutaram contra os guaranis na Batalha de Caiboaté. O conflito resultou na morte de 1.511 guaranis, incluindo Sepé Tiaraju. A fantasia da ala simulou a arte plumária indígena nas cores preto, branco e vermelho. Componentes carregavam um adereço de mão na forma de uma lança, artefato usado por Sepé. Ala 7: "Salve os Caboclos de Julho" A ala remete aos caboclos (mestiços de branco com ameríndios) que lutaram pela Independência do Brasil na Bahia, movimento iniciado em 19 de fevereiro de 1822 e finalizado em 2 de julho de 1823, com a expulsão completa das tropas portuguesas do estado baiano. O ocorrido é negligenciado pela historiografia oficial do Brasil em detrimento a proclamação de D. Pedro I às margens do riacho Ipiranga. A fantasia, em tons de rosa, recria o modelo dos cocares tradicionalmente utilizados pelos caboclos baianos. Componentes desfilaram com adereço de mão, na forma de um simbólico arco e flecha, símbolo de arma rudimentar difundida no imaginário coletivo como artigo utilizado em batalhas e lutas indígenas. Ala 8: "O Genocídio Indígena no Brasil" A ala simbolizou o genocídio de indígenas no Brasil conforme abordado nas alas anteriores e em referência a diversas outras situações de extermínio dos povos originários brasileiros. Segundo o roteiro do enredo, "Séculos depois, a narrativa de formação da identidade nacional a partir do 'encontro' de culturas acabou dando contorno romanceado ao que foi de fato um dos maiores massacres da história brasileira, potencializando a construção de uma sociedade carente do entendimento dos valores indígenas". A fantasia, em tons de rosa, vermelho, laranja e roxo, apresentou um visão lúdica e macabra do simbolismo da morte, com um chapéu em forma de caveira. Segunda alegoria simbolizou o genocídio indígena.No alto da alegoria, uma reprodução do Monumento às Bandeiras "vandalizado com sangue".Visão lateral do segundo carro alegórico. Alegoria 2: "O Sangue Retinto por Trás do Herói Emoldurado" A segunda alegoria do desfile questionou as mortes e a violência por de trás dos "heroicos" bandeirantes. As entradas e bandeiras foram expedições empreendidas à época do Brasil Colonial, com fins diversos como a exploração territorial, a busca de riquezas, e a captura de indígenas e africanos escravizados. À frente dessas expedições, os bandeirantes foram responsáveis por massacres, estupros, escravizações e incêndios em diversas aldeias indígenas. A alegoria questiona o porquê desses homens alcançarem "contorno heroico" a ponto de merecerem diversas homenagens como nomes de ruas, praças e monumentos; e por que a história dos bandeirantes é comumente retratada de forma romantizada, apresentando-os como "desbravadores" dos sertões brasileiros, enquanto a história dos milhares de indígenas capturados, escravizados e mortos pelas bandeiras é negligenciada. A parte superior da alegoria apresenta uma reprodução do Monumento às Bandeiras, localizado no Parque Ibirapuera, em São Paulo. A escultura, na cor dourada, tem pichações com tinta vermelha, simbolizando o sangue indígena por trás dos "heroicos" bandeirantes, além de inscrições como "LADRÕES" e "ASSASSINOS". Na parte inferior, esculturas de indígenas e animais em tons de vermelho; cruzes de madeira com nomes de tribos indígenas massacrados pelos bandeirantes; além de correntes e crânios cadavéricos. À frente da alegoria, duas esculturas de salamandras articuladas. O visual sugere caos, morte, terror e extermínio. Destaques e composições: Destaque central baixo: Santinho (Fantasia "O Bandeirante Anhanguera") O empresário Santinho desfilou representando o bandeirante Bartolomeu Bueno da Silva, mais conhecido como Anhanguera, que em tupi guarani significa "Diabo Velho". Anhanguera é um dos bandeirantes mais celebrados na história brasileira, homenageado como nome de ruas, avenidas, praças, escolas e faculdades. Santinho desfilou com fantasia com contornos diabólicos, com chifres e caveiras. À sua frente, uma placa com a inscrição "ASSASSINO". Composições gerais: Fantasia "O Genocídio Indígena" O figurino dos homens e das mulheres que compõem a alegoria remete à estética indígena, sendo o uso da cor vermelha e a presença de uma caveira como adereço de mão, menções diretas à morte de indígenas, vítimas das ações dos bandeirantes. |
| Setor 3: "Nem do Céu, nem das Mãos de Isabel" |
| Ala 9 (velha guarda): "Orgulho Negro" Abrindo o setor sobre a luta pela liberdade de negros escravizados, os membros da velha guarda da escola desfilaram com terno nas cores verde e rosa, com estampa de inspiração afro, simbolizando o "orgulho negro". Ala 10: "Negro Quilombola" A décima ala do desfile representou os quilombolas, escravizados que fugiam de seus "senhores" e se escondiam, formando comunidades quilombolas com outros escravizados. A formação dos quilombos tornou-se uma prática comum entre os séculos XVI e XIX, sendo território de abrigo para o resgate da cosmovisão africana e dos laços de família perdidos com a escravização. Para apresentar a ideia de um território quilombola, o grande contingente, de componentes afrodescendentes, que formou a ala vestiu figurinos diversos, de estética e contorno africanizado, a fim de prestar tributo à negritude e à luta daqueles que resistiram ao longo de séculos de exploração escrava. Alegoria 3: "O Trono Palmarino" A terceira alegoria do desfile faz referência ao mais conhecido quilombo do Brasil, o Quilombo dos Palmares. Na parte baixa da alegoria, componentes encenam rituais sagrados da religiosidade africana. Uma escadaria leva até o alto da alegoria, onde estão os tronos de Zumbi e Dandara dos Palmares. A alegoria é decorada com artigos rústicos como palha, búzios, bambu e marfins. Alegoria 3: "O Trono Palmarino".Visão lateral da terceira alegoria, que representou o Quilombo dos Palmares. Destaques e composições: Destaque central baixo: Tia Suluca ("Aqualtune") Ocupando o trono que compõe a parte frontal da alegoria, a lendária baiana da Mangueira, e irmã do mestre-sala Delegado, Tia Suluca representou Aqualtune Ezgondidu Mahamud, a avó de Zumbi dos Palmares. Filha do Rei do Congo, Dom Antônio Manimulaza I, mais conhecido como Mani-Kongo, foi levada ao Brasil como escrava. No país, participou ativamente da luta que deu contorno permanente ao Quilombo que mais tarde seria comandado por seu neto, Zumbi. Destaque central alto: Alcione ("Dandara dos Palmares") A cantora Alcione desfilou em um dos tronos da alegoria, representando Dandara dos Palmares, esposa de Zumbi dos Palmares. Dandara não é reconhecida, ou sequer estudada nas escolas, fazendo com que sua existência ganhe contorno quase mítico, ou ainda, fictício. Não se tem informação de onde ela nasceu. Sabe-se que chegou, ainda nova, à Serra da Barriga, onde, além de participar dos embates físicos, ajudava na elaboração de estratégias para a resistência coletiva. Sabe-se ainda que cometeu suicídio em 6 de fevereiro de 1694, quando foi presa, jogando-se de uma pedreira direto para um abismo. Destaque central alto: Nelson Sargento ("Zumbi dos Palmares") Presidente de honra da Mangueira, o cantor e compositor Nelson Sargento desfilou em um dos tronos da alegoria, ao lado de Alcione, representando Zumbi dos Palmares. A figura de Zumbi é mais conhecida do que de Dandara e Aqualtune. Ainda assim, sua existência e trajetória são alvos de questionamentos. Zumbi foi o último dos líderes do Quilombo dos Palmares. O bandeirante Domingos Jorge Velho e o Capitão-mor Bernardo Vieira de Melo lideraram uma missão que acabou com o quilombo e matou seu chefe. Zumbi foi morto em 20 de novembro de 1695, aos quarenta anos de idade. Localizado pelo capitão Furtado de Mendonça, foi preso e morto, e sua cabeça foi cortada, salgada e levada ao governador e capitão-general da Capitania de Pernambuco, Caetano de Melo e Castro, sendo exposta em praça pública no Pátio do Carmo, no alto de um mastro, para servir de exemplo a outros escravizados. No mesmo ano, D. Pedro II de Portugal premiou com cinquenta mil réis o capitão Furtado de Mendonça por "haver morto e cortado a cabeça do negro dos Palmares". Composições gerais Os demais componentes desfilaram com figurinos múltiplos, que remetiam à diversidade de tradições africanas. Ala 11 (passistas): "Tereza de Benguela e José Piolho" Com fantasias de estética rústica, os passistas da Mangueira representaram duas lideranças quilombolas pouco abordadas no ensino sobre a história do Brasil. Os passistas masculinos representaram José Piolho, fundador e liderança do Quilombo do Piolho – também conhecido como Quilombo do Quariterê, localizado na região do Mato Grosso, no Brasil, na segunda metade do século XVIII. As passistas femininas representaram Tereza de Benguela, esposa de José Piolho, que assumiu a liderança do Quilombo após a morte do marido, assassinado por soldados do Estado. Sob o seu comando, negros e indígenas resistiram por duas décadas aos ataques de bandeirantes, até que, em 1770, Tereza foi capturada e colocada numa cela, onde morreu dias após a prisão. Sua cabeça foi arrancada e colocada no alto de um poste, dentro do Quilombo. Anos depois, uma nova expedição de bandeirantes destruiu totalmente o Quilombo. Rainha da Bateria (Evelyn Bastos): "A Força Negra de Esperança Garcia" Rainha de bateria da Mangueira pelo sexto ano consecutivo, Evelyn Bastos desfilou representando Esperança Garcia, mulher negra, escravizada, que, aos dezenove anos de idade, denunciou por escrito as violências que sofria e testemunhava em uma fazenda localizada no Piauí. Em 6 de setembro de 1770, Esperança enviou uma petição ao então presidente da Província de São José do Piauí, Gonçalo Lourenço Botelho de Castro, onde denuncia maus-tratos e abusos físicos contra ela e seu filho, pelo feitor da Fazenda Algodões. Esperança é mais uma das personagens pouco destacadas na história do país. Nada se sabe sobre o desfecho de sua petição. 247 anos depois de ter escrito ao governador, a carta de Esperança Garcia foi considerada a primeira petição escrita por uma mulher na história do Piauí, e Esperança recebeu do Conselho Estadual da Ordem dos Advogados do Brasil o título simbólico de primeira mulher advogada do Piauí. A fantasia de Evelyn foi decorada com búzios, penas enormes de faisão até o chão, e correntes nas mãos. Ala 12 (Bateria): "Sapiência Negra" Os 252 ritmistas da Bateria "Tem Que Respeitar meu Tamborim", sob comando de Mestre Wesley Assumpção, desfilaram vestidos como sacerdotes africanos, em memória dos negros que foram os gurus da sabedoria de seu povo. O tecido do figurino foi estampado com grafismos inspirados na arte africana. A ala exaltou a intelectualidade afro-brasileira. Segundo o roteiro do desfile, "no ensino oficial é negado o protagonismo negro, e erroneamente, aprendemos que as grandes lideranças, ou até mesmo os grandes feitos realizados em benefício da 'causa' negra, foram protagonizados quase que exclusivamente por brancos pertencentes às classes mais abastadas da sociedade". No desfile, a bateria executou batidas de marcha durante o trecho do samba que cita os "anos de chumbo" da ditadura militar. Logo depois, no trecho que cita as "Marias, Mahins, Marielles, Malês", a bateria executou uma "paradinha" com atabaques. Segundo casal de mestre-sala e porta-bandeira (Renan Oliveira e Débora de Almeida): "Manoel Congo e Marianna Crioula" A porta-bandeira Débora de Almeida, de 32 anos, representou Marianna Crioula. O mestre-sala Renan Oliveira, de 28 anos, representou Manoel Congo. Marianna e Manoel foram líderes da maior rebelião de escravos do Vale do Paraíba. Ocorrida em 1838, a revolta foi motivada pela morte de um homem escravizado do capitão-mor Manuel Francisco Xavier, espancado pelo capataz de uma de suas fazendas. A fuga em massa orquestrada pela dupla teria contado com a adesão de cerca de trezentos a quatrocentos escravizados de diversas fazendas da região de Paty do Alferes, no Rio de Janeiro. Manoel foi capturado e condenado a forca. Marianna foi absolvida, mas obrigada a assistir o enforcamento de seu companheiro, ocorrido em 4 de setembro de 1839. Grupo de musas: "Tantos Nomes para Uma Só Luta" Logo após o segundo casal, desfilou um grupo de musas, formado por mulheres da comunidade da Mangueira, representando "mulheres negras que ainda não tiveram seus nomes popularizados no imaginário que cristaliza heróis e heroínas do povo brasileiro". O roteiro oficial do desfile cita como exemplos: Acotirene (matriarca do Quilombo dos Palmares); Zeferina (fundadora do Quilombo do Urubu na Bahia); Adelina Charuteira (escrava nascida no Maranhão e ativa participante da campanha abolicionista da capital maranhense); Felipa Maria Aranha (principal responsável pela organização do Quilombo do Mola e da Confederação do Itapocu); e a já citada no desfile, Aqualtune (avó de Zumbi dos Palmares). As musas desfilaram com figurinos baseados na arte primitiva africana. Ala 13 (baianas): "Irmandades Negras" As oitenta baianas da Mangueira desfilaram representando as irmandades negras, associações de mulheres que conseguiam juntar quantias financeiras para a compra de suas próprias alforrias e, em alguns casos, de seus filhos e maridos. O dinheiro para tais negociações vinha das contribuições, taxas e heranças dos associados, e pelo trabalho de ganho das mulheres. As "escravas de ganho" tinham permissão de seus senhores para realizar trabalhos extras, vendendo coisas na rua. Parte do ganho com as vendar ficava com as escravas e outra parte era destinada aos seus senhores. As baianas da escola desfilaram como "uma rica negra de ganho, vestida com a indumentária tradicional das negras de tabuleiro bem-sucedidas". As baianas também utilizavam colares enormes em referência às joias feitas a base de metal, produzidas e utilizadas pelas escravizadas, que por esse motivo eram chamadas de "joias de crioula". Ala 14: "O Levante Malê" A ala faz referência à Revolta dos Malês, o maior levante de escravizados da história do Brasil. Ocorreu em Salvador, no 24 de janeiro de 1835. 'Malê' foi o termo usado no Brasil do século XIX para designar os negros muçulmanos que sabiam ler e escrever em língua árabe. A revolta acabou em menos de 24 horas devido à ação brutal das forças policiais. Os rebeldes que sobreviveram sofreram diversos tipos de penas. A fantasia da ala, em tom predominantemente branco, fez menção ao fato dos revoltosos terem saído às ruas com roupas brancas e amuletos, os quais acreditavam que estavam protegidos contra os ataques dos adversários. Um dos fatores determinantes para o fracasso da revolta foram as armas usadas pelos escravos, tal qual lanças e porretes, dentre outros objetos cortantes, enquanto a polícia estava munida de armas de fogo. Elemento alegórico: "A Malê de Sobrenome Mahin" Em meio a ala 14, sobre a Revolta dos Malês, desfilou o elemento alegórico "A Malê de Sobrenome Mahin", tendo a cantora Leci Brandão como destaque, personificando Luísa Mahin, mulher negra, pertencente à nação nagô, da tribo Mahin – origem de seu sobrenome. Luísa esteve ligada à articulação da Revolta dos Malês e, caso o levante tivesse obtido êxito, seria declarada "Rainha da Bahia". Por esse motivo, o elemento alegórico simboliza um trono com estética rústica, decorado com palha, búzios, bambu e reproduções de marfim. Luísa Mahin é mais uma das figuras pouco difundidas na história do Brasil. Pouco se sabe sobre sua trajetória, fazendo com que sua existência seja questionada por historiadores. Ala 15: "Tributo ao Abolicionista Negro Luís Gama" A ala celebrou a figura de Luís Gama, advogado, jornalista e escritor abolicionista brasileiro, questionando o protagonismo dado à Princesa Isabel na abolição da escravatura no Brasil, em detrimento à luta de negros e abolicionistas como Luís Gama. Filho de um fidalgo português e da africana Luísa Mahin, mencionada na ala anterior, Gama foi vendido pelo próprio pai como escravo, de forma ilegal, aos dez anos de idade. Intelectual autodidata, conquistou judicialmente a própria liberdade e passou a atuar na advocacia em prol dos cativos, sendo responsável direto pela liberdade de aproximadamente quinhentos escravos. Aos 29 anos era autor consagrado e considerado "o maior abolicionista do Brasil". Morreu em 1882, aos 52 anos de idade, vítima da diabetes. Em 2015 a Ordem dos Advogados do Brasil concedeu-lhe o título de advogado. Em 2018 seu nome foi inscrito no Livro de Aço dos heróis nacionais depositado no Panteão da Pátria e da Liberdade Tancredo Neves. Com fantasias coloridas e grafismos de arte africana, componentes carregavam um estandarte com o desenho de Luís Gama. Alegoria 4: "O Dragão do Mar de Aracati".Visão lateral do quarto carro alegórico do desfile. Alegoria 4: "O Dragão do Mar de Aracati" A quarta alegoria do desfile celebrou mais uma figura importante para a abolição da escravatura no Brasil, mas que não recebe a devida importância quando comparado ao destaque dado à Princesa Isabel. Francisco José do Nascimento, conhecido como Chico da Matilde, foi um líder jangadeiro abolicionista, com participação ativa no Movimento Abolicionista no Ceará, a primeira província brasileira a abolir a escravidão. Em janeiro de 1881, ele e seus colegas se recusaram a transportar para os navios negreiros os escravizados que seriam vendidos ao Rio de Janeiro, dando início à Greve dos jangadeiros. Em 30 de agosto do mesmo ano, fechou o porto de Fortaleza a fim de impedir o embarque de escravizados para outras províncias. Suas atitudes e de seus companheiros contribuíram para o crescimento da campanha abolicionista. Em 1883, o abolicionista Sátiro Dias assumiu a presidência da província do Ceará. Após negociar com os grevistas, em 25 de março de 1984, foi decretada a libertação de todos os escravizados da província, a primeira a abolir definitivamente a escravatura no país, quatro anos antes da assinatura da Lei Áurea pela Princesa Isabel. A maneira combativa e firme de lutar pela abolição fez com que Chico da Matilde ganhasse o apelido de "Dragão do Mar". A alegoria remonta uma embarcação dourada com velas com grafismos inspirados na arte africana. Na parte frontal da alegoria, cinco dragões articulados fazem referência ao apelido de Chico da Matilde. Destaques e composições: Destaque central: Eduardo Leal (Fantasia "O Dragão Negro") O empresário Eduardo Leal desfilou com fantasia nas cores da alegoria (dourado, preto e branco) em alusão a simbólica alcunha de "dragão" dada a Chico da Matilde. Composições gerais (Fantasia "Orgulho Negro") Os demais componentes desfilaram em cima da embarcação com fantasias nas cores da alegoria, representando os afrodescendentes que lutaram pela abolição da escravatura, mas foram diminuídos quando transpostos para os livros de história oficial. Segundo o roteiro do desfile, a fantasia apresentou "uma versão épica para a estética negra caracterizada pelo luxo e pela exuberância que traduzem o valor real do combate e da luta de um povo na busca de sua liberdade". |
| Setor 4: "A História que a História não Conta" |
| Ala 16: "Versão Anedótica para Pedro Álvares Cabral" A ala inaugura o setor que busca desmistificar a figura "heroica" de personalidades controversas através do humor. A fantasia da ala associa a figura do navegador português Pedro Álvares Cabral, ao visual de um "ladrão", difundido no imaginário popular através do uniforme listrado de presidiário. A fantasia também tem a inscrição do numeral 171, famosa referência ao artigo 171 do Código Penal Brasileiro, que trata sobre o crime de estelionato. O enredo da Mangueira defende que Cabral não foi o "descobridor" do Brasil, como ensinado nas escolas, mas sim um invasor das terras brasileiras. Ala 17: "Versão Heroica para Pedro I" A ala representa a versão heroica de Dom Pedro I, como ensinado nas escolas e abordado nas artes e na literatura. A fantasia é inspirada nos trajes militares do imperador e o tom dourado simboliza a nobreza do mesmo. Componentes carregavam um adereço de mão na forma de uma cabeça de cavalo. O visual do figurino é baseado quadro "Independência ou Morte", também conhecido como "O Grito do Ipiranga", do pintor Pedro Américo, que retrata Pedro I montado em um cavalo alazão e cercado por soldados da Guarda Real e outros civis, no momento em que declara a independência do Brasil às margens do riacho Ipiranga em 7 de setembro de 1822. Ala 18: "Versão Jocosa para Pedro I" A ala desmistifica a imagem épica e heroica de Pedro I retratada na ala anterior, apresentando uma versão chargista, anedótica, satírica e mais condizente com a realidade dos fatos que motivaram a proclamação da Independência brasileira. A estética geral da fantasia que veste a ala constrói a figura de Pedro I de forma jocosa, remetendo a ideia de uma independência bucólica e prosaica, mais brasileira e menos épica, e mais próxima a um "acordo de pai para filho" do que um feito heroico. As críticas à narrativa épica e heroica da Independência vão desde as mais específicas, como aquelas que sugerem que Dom Pedro estaria com forte diarreia em 7 de setembro de 1822, até às mais estruturais, que denunciam o reducionismo sobre a data. Também é sabido que Pedro I não estava em um cavalo alazão e sim numa mula de carga, animal forte para subir os caminhos íngremes do percurso que fez o imperador naquele dia. Componentes da ala carregaram um adereço de mão na forma de uma mula caricata em contraponto ao "cavalo dourado" carregado pela ala anterior, ressaltando as contradições entre a história comumente ensinada e os fatos reais. Ala 19: "O Marechal Republicano que não Tirou a Monarquia da Cabeça" A ala desmistifica a figura heroica de Marechal Deodoro da Fonseca, militar e político brasileiro, primeiro presidente do Brasil e uma das figuras centrais da Proclamação da República no país. A ala lembra que a República não foi uma ideia que agradava a população brasileira e nem mesmo o próprio Deodoro. Os republicanos tentavam a todo custo disseminar suas ideias pelo país, porém o trabalho realizado era em vão. Quando enfim perceberam que não conseguiriam, por fins pacíficos, acabar com o Império, tiveram a ideia de aplicar um golpe militar. Para que isso acontecesse, precisariam do apoio de um líder de prestígio da tropa militar. Foi então que resolveram se aproximar de Marechal Deodoro da Fonseca em busca de apoio. O problema é que Deodoro era amigo pessoal do Imperador Pedro II, devia-lhe favores, e era um dos maiores defensores do regime Monárquico. Para convencê-lo a aplicar o golpe, os republicanos inventaram um boato de que ele seria preso pela Monarquia. A falsa notícia de que sua prisão havia sido decretada foi o argumento decisivo que convenceu Deodoro a levantar-se contra o governo imperial. Assim, em 15 de novembro de 1889, um golpe de Estado político-militar instaurou a forma republicana presidencialista de governo no Brasil. Na fantasia da ala componentes carregavam nas costas a estilização do brasão que é símbolo da República, enquanto na cabeça, a coroa, símbolo da Monarquia, remetendo a dualidade existente entre o Marechal republicano, mas que era simpático e defensor das ideias monárquicas. Ala 20: "O Retrato de Tiradentes" A ala faz referência a criação do mito em torno da figura de Tiradentes pelos republicanos. Joaquim José da Silva Xavier, mais conhecido como Tiradentes, foi um militar brasileiro, líder da conspiração separatista denominada Inconfidência Mineira, contra o domínio português. Quando a trama foi descoberta pelas autoridades, Tiradentes foi preso, julgado e enforcado publicamente. O mito em torno de sua figura foi construído quase cem anos após sua morte pelos republicanos, que vislumbraram Tiradentes como uma figura de identificação popular a favor da República, que não tinha o apoio do povo brasileiro. A fantasia da ala faz referência aos retratos encomendados pelos militares republicanos a fim de se popularizar a figura de Tiradentes como um mártir da República. Como não haviam registros de sua imagem e seus pensamentos, a República teve liberdade para criá-los: suas representações foram assemelhadas com as da figura de Jesus Cristo, com cabelos longos, barba, olhar cândido e vestes humildes. Como militar, o máximo que Tiradentes poder-se-ia permitir era um discreto bigode. Na prisão, onde passou os últimos três anos de sua vida, os detentos eram obrigados a raspar barba e cabelo a fim de evitar piolhos. Relatos de sua época também desmentem a figura criada pelos republicanos. Alegoria 5: "A História que a História não Conta" A quinta e última alegoria do desfile reproduz uma espécie de biblioteca, com vários livros, alguns fechados e outros abertos em páginas específicas. Os livros abertos têm impressos textos sobre quatro personalidades comumente apontadas como heroicas na história oficial brasileira: Princesa Isabel, Marechal Floriano Peixoto, Duque de Caxias e Padre José de Anchieta. Os textos, escritos por professores em exercício, a pedido do carnavalesco Leandro Vieira, apontam contradições e desmistificam a narrativa comum sobre essas personalidades. À frente dos livros, componentes da escola, vestindo figurinos que remetem às personalidades de cada livro, evoluem em cima de reproduções de corpos ensanguentados, em referência às mortes causadas direta ou indiretamente por essas pessoas.A página sobre Marechal Floriano Peixoto.A página sobre Duque de Caxias.A página sobre Padre José de Anchieta.Personalidades abordadas: - Na parte alta da lateral da alegoria, um dos livros estampa a imagem de Marechal Floriano Peixoto, o segundo presidente da história do Brasil. Na página ao lado, o texto do professor, escritor e historiador Luiz Antonio Simas aponta que Floriano "assumiu o poder após a renúncia de Marechal Deodoro da Fonseca, desprezando que a constituição previa a convocação de eleições caso o presidente renunciasse antes da metade do mandato. [...] Em seu governo, houve a prisão, o desterro, a deportação e o fuzilamento de oposicionistas [...] Floriano não gostava de festa. Tentou transferir de forma autoritária o carnaval de 1892 para o mês de junho, alegando que ajuntamentos populares no verão eram propícios à propagação de epidemias. A população não se fez de rogada: brincou em fevereiro e em junho, ignorando a proibição da festa no verão e fazendo dois carnavais". - Na parte de baixo da lateral da alegoria, um dos livros estampa a imagem de Luís Alves de Lima e Silva, o Duque de Caxias, reconhecido como o patrono do Exército Brasileiro. Na página ao lado, o texto do professor Tarcísio Motta aponta que "para Caxias e os poderosos do Império, pacificar era calar pobres, negros e índios, garantindo a tranquilidade da casa-grande. Foi assim com balaios e quilombolas mortos no Maranhão (1838-1841), com os lanceiros negros massacrados na Farroupilha gaúcha (1835-1845) e com negros e indígenas mortos na Guerra do Paraguai (1864-1870). Sua estratégia era simples: para as elites, negociação; para os trabalhadores, bala de canhão". - Ao lado do livro sobre Duque de Caxias, foi apresentado o livro sobre o Padre José de Anchieta, considerado santo pela Igreja Católica e inscrito no Livro de Aço dos heróis nacionais do Brasil. O texto sobre Anchieta foi escrito pela professora Danielle Jardim da Silva e aponta que o missionário "ficou conhecido por seu papel na catequização indígena", mas, "a ação de 'levar a fé' aos indígenas desconsiderava o fato de que eles já tinham suas religiões e a catequização passava pela demonização e combate dos costumes tradicionais indígenas [...] No poema Dos Feitos de Mem de Sá, ele saúda a vitória sangrenta dos portugueses contra os índios Tupinambás na Confederação dos Tamoios (1554-1567), compara os indígenas a animais e selvagens e condena os Tupinambás e seus costumes. Nele, deixa nítido o tipo de indígena aceito: 'manso', passivo e cristão, sob costumes europeus". - Na parte alta frontal da alegoria, um dos livros estampa a imagem de Princesa Isabel. Na página ao lado, o texto da professora Thaís Souza Bastos apontou que "em meio às pressões de todos os lados, Isabel assinou a Lei Áurea no dia 13 de maio de 1888 pondo fim à escravidão no Brasil, não por pena e redenção dos escravizados, e sim pela força e pelas lutas da população negra". Alegoria 5: "A História que a História não Conta".Visão lateral do quinto e último carro alegórico do desfile.Destaques e composições: Hildegard Angel e Serginho do Pandeiro Na parte frontal baixa da alegoria, um dos livros tem estampada uma fotografia publicada em 2 de abril de 1968 pelo Correio da Manhã, com civis e militares, no centro da cidade do Rio de Janeiro, a frente de um muro com a pichação "ditadura assassina" (em letras maiúsculas). À frente do livro, desfilou a jornalista Hildegard Angel, filha da estilista Zuzu Angel e irmã de Stuart Angel Jones. Stuart participou da luta armada contra a ditadura militar no Brasil. Foi preso, torturado, assassinado e dado como desaparecido político. Sua mãe, Zuzu Angel, fez inúmeras denúncias, no Brasil e no exterior, sobre sua o desaparecimento de Stuart. Zuzu morreu em 1976, num suspeito acidente de automóvel, sem jamais conseguir descobrir o paradeiro do corpo do filho. Anos mais tarde, foi confirmada a participação dos agentes da repressão na morte de Zuzu. Hildegard desfilou com um vestido preto, réplica do que a mãe usava em sinal de luto, e um colar de cruzes originalmente usado por Zuzu. Segundo o roteiro oficial do desfile, ao perdoar os crimes cometidos por agentes da repressão, "a ditadura militar brasileira acaba sendo uma das páginas mais mal compreendidas da história recente do Brasil, ao ponto de ainda hoje, parte da população brasileira - e alguns representantes do governo - exaltarem o período e os nomes de homens associados a práticas de tortura". Ainda na parte frontal a alegoria, à frente de Hildegard, desfilou, de terno nas cores verde e rosa, o mangueirense Serginho do Pandeiro. Destaque central médio: Ludmila Aquino (Fantasia "Isabel, a Heroína") Em frente ao livro com imagem e texto sobre a Princesa Isabel, desfilou a jornalista Ludmila Aquino. A fantasia branca contrastou com a tinta vermelha em suas mãos, respingando no vestido, simbolizando sangue. O visual sugere a falta de empatia e a indiferença da princesa que representa o Estado que levou a escravidão brasileira a ser a mais tardia prática de servidão abolida nas Américas. Segundo o roteiro do desfile, Isabel não assinou a Lei Áurea por bondade, como faz parecer os livros sobre a história do Brasil, mas sim por "pressão dos ingleses e atendendo aos interesses das elites latifundiárias cafeeiras, que viam o trabalho assalariado mais lucrativo que a força de trabalho escravizada". Destaque central alto: Nabil Habib (Fantasia "O 'herói' Borba Gato) Na parte alta da alegoria desfilou Nabil Habib. Com fantasia preta, o empresário representou uma versão sombria do bandeirante Borba Gato. Figura comumente celebrada na historiografia do Brasil, Borba Gato é detentor de diversas homenagens como o monumento localizado na Praça Augusto Tortorelo de Araújo, em São Paulo. No século XXI, passou a ter seu "heroísmo" questionado, sendo acusado de atuar na caça de indígenas para escravização, no massacre de aldeias, estupro mulheres e na destruição de quilombos. Destaques laterais frontais (Fantasia "Baronesas") As destaques femininas laterais que compõem a parte frontal da alegoria desfilaram com figurinos que remetem ao gosto estético das elites brasileiras consagradas com o título de barão, ou baronesa. Trata-se de uma menção ao fato recorrente do poder econômico ser determinante para a cristalização heroica dos personagens que merecem ter seu "retrato" resguardado para a posterioridade ou serem transformados em estátua, ou ainda terem a memória perpetuada. Composições gerais (Fantasia "A Velha História") Os demais componentes da alegoria desfilaram como releituras carnavalizadas dos trajes das elites detentoras do poder econômico, político e social. |
| Setor 5: "Dos Brasis que Se Faz Um País" |
| Ala 21: "A Arte do Negro Antônio Francisco Lisboa (Aleijadinho)" Abrindo o último setor do desfile, sobre os "heróis do povo", a ala celebra a figura de Antônio Francisco Lisboa, mais conhecido como Aleijadinho, importante escultor, entalhador e arquiteto do Brasil colonial. Com um estilo relacionado ao Barroco e ao Rococó, é considerado pela crítica brasileira quase em consenso como o maior expoente da arte colonial no Brasil e, ultrapassando as fronteiras brasileiras, para alguns estudiosos estrangeiros é o maior nome do Barroco americano, merecendo um lugar destacado na história da arte do ocidente. Filho do mestre de obras e arquiteto português, Manuel Francisco Lisboa, e de sua escrava africana, Isabel, Aleijadinho nasceu escravo, sendo alforriado pelo seu pai e senhor após seu batismo. Assim como a figura de Machado de Assis, a construção de sua "imagem social", difundida no imaginário nacional, omitiu sua origem étnico racial, mudando-lhe a cor em suas representações pictóricas, de tal modo que muitos o imaginem como branco. A fantasia da ala, em tons de rosa, remete de forma estilizada à estética dos Doze profetas de Aleijadinho, conjunto de esculturas em pedra-sabão localizadas no adro do Santuário do Bom Jesus de Matosinhos, no município de Congonhas. Ala 22: "Salve Matita Perê!" A ala exalta o folclore brasileiro através da figura do Saci, também conhecido por diversos nomes como saci-pererê, saci-cererê, matimpererê e matita perê. Tem sua origem entre os indígenas da Região das Missões, no Sul do país, de onde se espalhou pelo território brasileiro ganhando contorno africanizado entre os escravizados brasileiros. Trata-se de um personagem da cultura indígena e negra brasileira, destacado no desfile como símbolo da cultura nacional popular. Diversos lugares do Brasil celebram o Dia do Saci em 31 de outubro, com o objetivo de exaltar o folclore brasileiro em contraponto ao "Dia das Bruxas" (ou Halloween) da cultura norte-americana. Componentes vestiam fantasia verde, na forma de folhas, simbolizando as matas, e segurando um boneco com a mais famosa e popular representação do Saci: a figura negra, de apenas uma perna, que usa gorro vermelho. Ala 23: "Viva o Povo Nordestino" A ala celebra a "força" do povo nordestino e "sua luta secular para transpor barreiras impostas pela imensa concentração de renda que caracteriza a sociedade brasileira". Ainda segundo o roteiro do desfile, "o preconceito contra os nordestinos reflete um dos mais célebres desvios de conduta radicalmente impregnado no imaginário coletivo brasileiro. Esse desvio encontra raízes no racismo, especialmente porque mulatos, negros e descendentes de índios, compõem grande parcela da população dos estados nordestinos. Na contramão da visão pejorativa, os nordestinos seguem sendo uma das maiores forças de trabalho para o progresso do país e sua contribuição no campo da arte e da cultura nacional são bens de valor e grandeza que não podem ser mensurados". Componentes desfilaram com fantasias em tons de amarelo e rosa, inspirados na arte popular nordestina. Destaques de chão: Monica Benício e Rosemary Entre a penúltima e a última ala, desfilaram como destaques de chão a cantora, e torcedora da Mangueira, Rosemary e a viúva da vereadora Marielle Franco, Monica Benício. Com vestido verde, Rosemary personificou a Estação Primeira de Mangueira como a escola de samba que "abraça as lutas diárias de homens e mulheres, moradores de comunidades, morros e favelas espalhados pelo território brasileiro". Monica Benício representou o legado de Marielle Franco como "mulher negra, nascida e criada na favela da Maré, camelô até os dezoito anos, e que, a partir de sua pré disposição para sobrepor as duras barreiras sociais, chegou ao ensino superior, formou-se em Ciências Sociais, tornou-se mestra em Administração Pública, até eleger-se uma combativa vereadora defensora das causas das minorias e dos direitos dos oprimidos". Ala 24: "São Verde e Rosa as Multidões" A última ala do desfile simboliza as multidões de homens e mulheres pobres, favelados, que "desafiam a pobreza" na luta pela sobrevivência. Essas pessoas anônimas são os "heróis de barracões" – como diz a letra do samba-enredo do desfile – sendo que "barracão" é um termo correlacionado a "barraco", uma das mais populares designações das habitações populares nos morros e favelas do Brasil. Segundo o roteiro do desfile, "basicamente ocupada por mulatos, negros, e pelo contingente humano deslocado das regiões Norte e Nordeste do Brasil, as favelas e comunidades brasileiras concentram uma imensa força coletiva vista de maneira pejorativa em função da condição social de baixa renda". Componentes da ala desfilaram com fantasias nas tradicionais cores da Mangueira (verde e rosa) e carregando bandeiras com imagens de personalidades que "venceram a pobreza" com o próprio talento, representando os "heróis de barracões" citados anteriormente: - Carolina Maria de Jesus: escritora brasileira conhecida por seu livro "Quarto de Despejo: Diário de Uma Favelada", publicado em 1960, onde ela relata sua vivência como mãe, moradora da favela e catadora de papel. Foi moradora da favela do Canindé, na zona norte de São Paulo, e teve uma vida marcada pelo sustento de si e de seus três filhos como catadora de papel. - Cartola: cantor e compositor, apontado como um dos maiores poetas da Música Popular Brasileira. Também foi pedreiro e passou parte da vida lavando automóveis. Morou no Morro da Mangueira até quase o final da vida. - Jamelão: cantor com carreira de sucesso no samba, foi engraxate e vendedor de jornal até se consagrar como sambista e intérprete principal da Estação Primeira de Mangueira, função que ocupou por quase seis décadas. - Marielle Franco: mulher negra, pobre, nascida no Complexo da Maré. Com empenho chegou à universidade e elegeu-se vereadora do Rio de Janeiro, defendendo as causas das mulheres e dos negros, função que exerceu até ser misteriosamente assassinada em 2018. - Mussum: filho de empregada doméstica, foi humorista, ator, músico, cantor e compositor, conhecido por integrar o elenco do programa humorístico Os Trapalhões e do grupo Os Originais do Samba, no qual tinha o nome artístico de "Carlinhos da Mangueira". Bandeira de encerramento O desfile foi encerrado com uma grande bandeira do Brasil estilizada nas cores verde, rosa e branco. O lema "Ordem e Progresso" foi trocado por "Índios, negros e pobres". Carregaram a bandeira personalidades como a cantora Tereza Cristina, o ator Humberto Carrão e os políticos Marcelo Freixo e Tarcísio Motta. |

### Recepção dos especialistas
O desfile foi aclamado pela crítica especializada, ganhando adjetivos como "histórico", "impactante", "transgressor", "inesquecível", "arrebatador", "emocionante" e "primoroso".
Bernardo Araujo, em sua crítica para O Globo, escreveu que "o momento mais esperado da noite veio com a Estação Primeira de Mangueira e sua 'História para ninar gente grande', samba e desfile mais esperados do carnaval. Curta, agressiva, impactante, a escola comandada pelo carnavalesco Leandro Vieira entregou o que prometeu, com críticas fortes à História oficial, à ditadura e à exclusão". Para os jurados do Estandarte de Ouro, a escola apresentou um "desfile completo, em que tudo funcionou, a partir de um samba maravilhoso, o desenvolvimento perfeito do enredo e o trabalho de alegorias e fantasias". Para o júri do prêmio, "além de trazer para o carnaval deste ano uma das melhores letras da história de sambas-enredo, a Mangueira teve uma bela melodia, que fugiu de clichês".
Ricardo Noblat, da Veja, classificou o desfile como "histórico", apontando que "embalada pelo mais feliz samba-enredo deste ano, a escola exaltou personagens com pouco ou nenhum lugar na história do país, e afrontou outros tratados como heróis pela história oficial". Fernando Molica, também da Veja, escreveu que a escola "fez um desfile radical, povoado de críticas à história oficial brasileira e a vultos de nosso passado [...] apesar do tema pesado, a escola veio leve, evoluiu sem problemas e precisou segurar os componentes no fim do desfile para cumprir o tempo mínimo obrigatório".
Ramiro Costa, da coluna Roda de Samba, do Extra, classificou o desfile como "inesquecível", escrevendo que a Mangueira promoveu um "catarse histórica", "sobrou fácil e se torna a grande favorita ao campeonato de 2019". Para Fábio Grellet e Fernanda Nunes, do Estadão, a Mangueira "se equiparou a outras escolas em fantasias e alegorias, mas arrebatou a plateia com uma comovente homenagem à vereadora Marielle Franco. A parlamentar era citada nominalmente no samba, o mais cantado deste carnaval".
Guilherme Ayupp, do site Carnavalesco, classificou o desfile como "transgressor", apontando que "cumprindo o papel fundamental de gerar no público o senso crítico e contestador, a escola fez uma apresentação arrebatadora e entrou na disputa pelo título do carnaval". Também destacou a harmonia do desfile, escrevendo que as alas "passaram berrando o samba em todos os setores da escola. Incluindo alguns componentes que não conseguiram conter a emoção com a história sendo escrita diante dos seus olhos".
O site SRzd classificou o desfile como "emocionante", "primoroso" e "de bom gosto", apontando que "apoiada em um dos melhores sambas do ano, que saiu da bolha dos sambistas e alcançou salas de aula, a verde e rosa entoou a obra junto do povo presente na Sapucaí e terminou a apresentação ovacionada pelas arquibancadas, frisas e até camarotes". Para Eliane Santos Souza, "passos e gestual característicos dos dançarinos mangueirenses marcaram a coreografia de Matheus Olivério, e a porta-bandeira Squel Jorgea conduziu com garbo e determinação o pavilhão verde-rosa". Para Hélio Rainho, o desfile apresentou "um exuberante trabalho alegórico do talentoso Leandro Vieira, confirmando seu nível de excelência". Rainho também elogiou o enredo, destacando que "a execução do mesmo deu-se discursivamente contundente, com o carnavalesco utilizando as referências que contestam a história oficial em tom de protesto e indignação. A execução teve grande empatia com o público e a transposição das contestações históricas foi feita com muito didatismo pela escola". Wallace Safra escreveu que "Leandro mais uma vez impôs sua marca, através da construção de esplendores e cabeças com acabamentos de alto nível. O carnavalesco também conseguiu apresentar uma boa transição entre as cores e tonalidades". Os comentaristas do site também elogiaram a bateria, destacando que "o estreante mestre Wesley confirmou seu ótimo trabalho a longo do ano e os ritmistas tiveram passagem exemplar pelas quatro cabines de jurados".

O portal Carnavalize escreveu que "tecnicamente perfeita, culturalmente relevante e socialmente arrebatadora, a Mangueira realizou um dos maiores desfiles de sua história e sai com muita vantagem na briga pelo título". Rodrigo Branco, da Folha dos Lagos, classificou o desfile como um "catarse", apontando que "o samba mais aclamado do ano cresceu ainda mais de rendimento durante a apresentação, tomando o público de uma grande emoção [...] No fim, os gritos de 'é campeã' chancelaram o que foi visto ao longo da brilhante apresentação, colocando a Verde e Rosa como a principal favorita ao título".

## Julgamento oficial
A Mangueira foi campeã do carnaval de 2019 com três décimos de vantagem sobre a vice-campeã, Unidos do Viradouro. A Mangueira conquistou seu vigésimo título de campeã do carnaval carioca. O carnavalesco Leandro Vieira conquistou seu segundo título no carnaval do Rio. O campeonato anterior da Mangueira foi conquistado três anos antes, em 2016, também com Leandro como carnavalesco. Com a vitória, a escola foi classificada para encerrar o Desfile das Campeãs, que teve início na noite do sábado, dia 9 de março de 2019, no Sambódromo da Marquês de Sapucaí.
A quadra da escola lotou para acompanhar a apuração. Na metade da leitura das notas faltou energia elétrica na região. Com a vitória da escola, mais torcedores chegaram ao local, enchendo as ruas em volta da quadra. O carnavalesco Leandro Vieira foi recebido pelo público com aplausos e gritos de "fica Leandro!". Ás 19 horas e 30 minutos o troféu do campeonato chegou ao local. Por volta das 20 horas e 17 minutos, a energia foi reestabelecida e a quadra, que já estava lotada, encheu ainda mais de gente.

### Notas

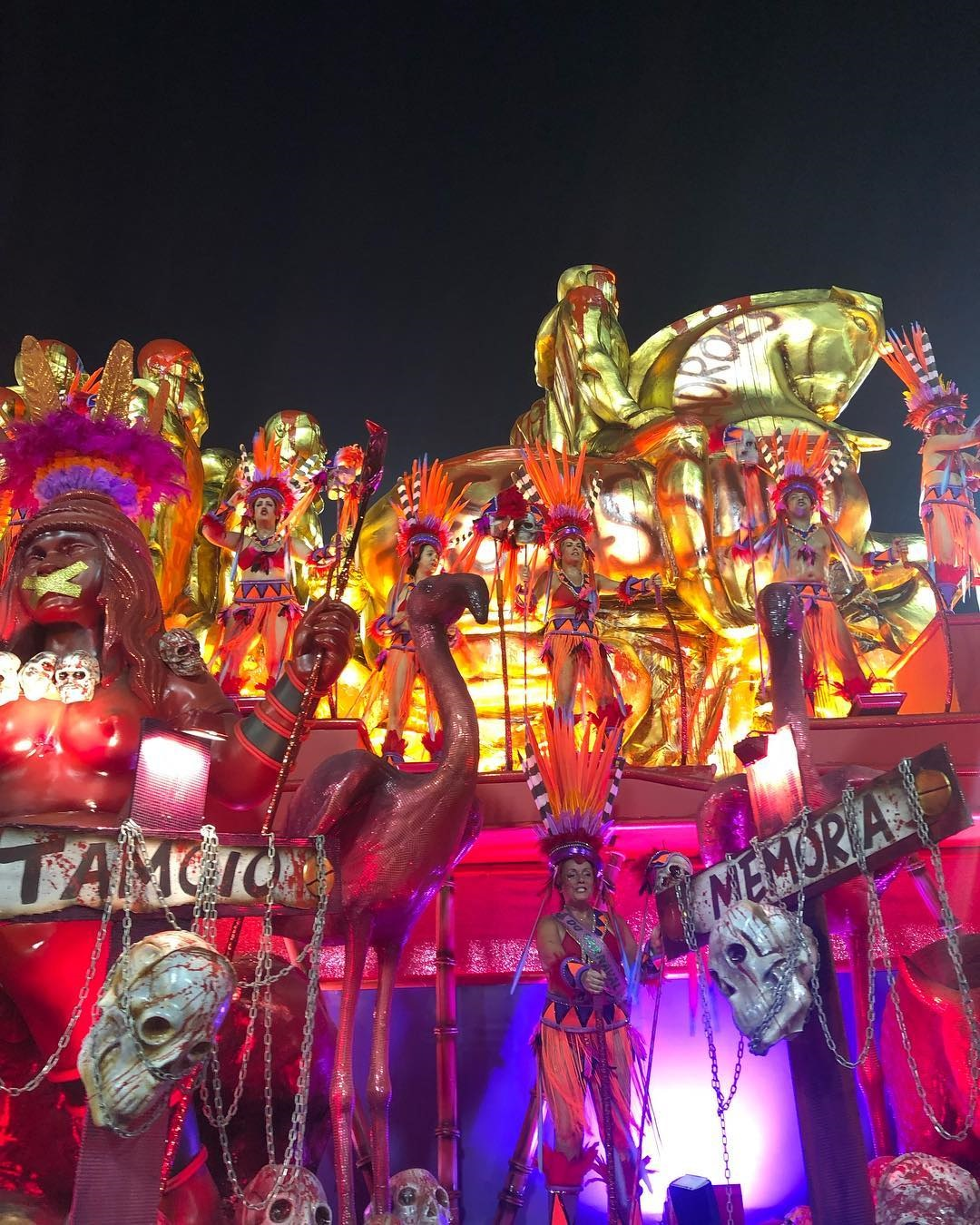
Jurado tirou ponto da escola por causa das caveiras na segunda alegoria (imagem). A nota foi descartada.

### Justificativas
A nota máxima (dez) não é justificada. Abaixo, as justificativas das notas abaixo de dez:
- Walber Ângelo de Freitas, do módulo 1 de Alegorias e Adereços, deu nota 9,9 para a escola, alegando que na parte traseira do carro abre-alas era visível um "buraco com um homem deitado", sendo que "ele não estava passando mal, e se comportava como um intruso, sem participar da parte técnica da alegoria". O julgador também apontou que na segunda alegoria "dois holofotes, com luzes muito fortes, ofuscaram a visão frontal da alegoria".[91] A nota foi a menor do quesito, por isso foi descartada.
- Artur Nunes Gomes, do módulo 3 de Enredo, deu nota 9,9 para a escola justificando que o enredo teve "em alguns momentos, sua materialização comprometida, pelo exagero no tom da denúncia, utilizando linguagem visual antagônica, muitas vezes ao espírito carnavalesco", dando como exemplo as "representações iconográficas presentes na alegoria 2, onde caveiras ensanguentadas ocupam parte considerável sob o pretexto de denunciar o 'genocídio indígena no Brasil' e na alegoria 5 que trouxe 'corpos mortos' sendo pisoteados por homens que representavam o Padre Anchieta e o Duque de Caxias".[92] A nota foi descartada por ter sido a menor do quesito.
- Paulo Paradela, do módulo 3 de Fantasias, deu nota 9,9 para a escola, alegando que nas alas 16, 17, 18, 19, 20 e 23 foi utilizada a mesma solução de colocar a caricatura dos personagens na cabeça das fantasias, "acarretando ausência de criatividade". O julgador também criticou a concepção da ala 8 ("O Genocídio Indígena no Brasil"), alegando que a proposta "não ficou clara, dificultando sua leitura e entendimento".[93] A nota foi descartada por ter sido a menor do quesito.

## Repercussão da vitória

### Elogios
"A Mangueira passou o momento mais difícil da vida dela. Teve vários problemas com seu presidente. Teve todo seu dinheiro bloqueado, a diretoria e a velha guarda pagaram suas fantasias. As baianas pagaram suas sandálias e um caminhão. Mas a escola se juntou, botou a faca nos dentes e foi para frente".

— Elmo José dos Santos, ex-presidente da Mangueira, sobre o carnaval de 2019.
Ao final da apuração famosos torcedores da Mangueira usaram as redes sociais para celebrar a vitória da escola, entre eles Maria Bethânia, Caetano Veloso, Alcione, Taís Araújo, Bruno Gagliasso, Cauã Reymond, Carolina Dieckmann, Angélica, Zeca Camargo e Humberto Carrão. A atriz Camila Pitanga, que desfilou na escola, pediu "que o Brasil inteiro saiba reconhecer a importância desse enredo que a Mangueira levou pra avenida". A apresentadora Fátima Bernardes escreveu que o desfile "emocionou e mostrou que é possível fazer carnaval e fazer pensar ao mesmo tempo".
Especialistas também elogiaram a vitória mangueirense. O jornalista Bernardo Araujo, do jornal O Globo, aprovou a vitória da escola, escrevendo que "a expectativa anterior à festa, com o samba cantado fervorosamente pelos quatro cantos do Rio, se confirmou com o catártico desfile da escola na madrugada da terça-feira de carnaval". Para Rafael Galdo, também d'O Globo, "triunfaram o samba, o discurso e a emoção da Estação Primeira de Mangueira". Ramiro Costa, do Extra, apontou que "ao escolher seu enredo, a escola do carnavalesco Leandro Vieira já se mostrava um passo à frente das outras concorrentes. Criou-se uma identificação forte entre componente e agremiação, quase indestrutível. Foi essa ligação que carregou a vitória da Mangueira".

### Críticas
Enquanto políticos de esquerda elogiaram e até participaram do desfile, políticos de direita criticaram a escola de samba. No mesmo dia da vitória da Mangueira, o vereador Carlos Bolsonaro, filho de Jair Bolsonaro (na época, presidente do Brasil), publicou uma mensagem em seu Twitter atacando a Mangueira, ligando o ex-presidente da escola (Chiquinho da Mangueira) ao "tráfico, bicheiros e milícias". Diversos internautas, incluindo o então Deputado Federal Marcelo Freixo, responderam a mensagem lembrando a Carlos sobre as acusações de ligação da família Bolsonaro com grupos paramilitares. Torcedor da Mangueira, o deputado estadual Rodrigo Amorim, que ganhou notoriedade ao quebrar uma placa com o nome de Marielle Franco, criticou o desfile, dizendo que o tema mangueirense "surfou na doutrinação ideológica que chegou às escolas de samba, com narrativas que são frutos da dominação gramscista [...] Foi um enredo lacrador, não gostei. Considero a Mangueira muito maior do que ele, e maior do que a faixa de 'Lula Livre' que vimos em sua comemoração".
Logo após a divulgação do resultado, o perfil oficial do Exército Brasileiro no Twitter publicou uma mensagem exaltando a figura do seu patrono, Luís Alves de Lima e Silva (o Duque de Caxias). Internautas apontaram que a publicação seria uma resposta ao desfile da Mangueira, que criticou Duque de Caxias. Procurado pela reportagem d'O Globo, o Exército Brasileiro informou, por meio de sua assessoria de imprensa, que "tentativas de revisionismo acerca da figura do Duque de Caxias ocorrem de tempos em tempos, sem nenhuma base historiográfica [...] o tuíte expressa o pensamento da Força, sobre o seu patrono, chefe militar reconhecido por sua bravura, seus dotes de estrategista e suas virtudes de pacificador [...] iniciativas de reconhecimento de pessoas consideradas relevantes para a história do país, por quem quer que seja, não deveriam implicar em questionamentos à reputação de personagens que contribuíram para a grandeza do Brasil". O Exército preferiu não responder de forma clara se a publicação no Twitter tinha alguma ligação direta com a crítica feita pela Mangueira. Já o carnavalesco da Mangueira, Leandro Vieira, preferiu não comentar a publicação, já que ela não menciona diretamente o carnaval ou a escola de samba. Na semana seguinte ao término do carnaval, o Comando do Exército divulgou em suas redes sociais uma nota em defesa a Duque de Caxias, que novamente foi interpretada como uma resposta ao desfile da Mangueira. A nota dizia que "Não é de hoje que, por razões diversas, tentativas revisionistas acercam-se do vulto histórico do Duque de Caixas. Todas caem em descrédito". O texto afirma que o militar foi chamado a pacificar províncias insurgentes, mas que "notabilizou-se, entre outras virtudes, pelo tratamento digno e respeitoso que dispensava aos vencidos". Que "ao lado de brancos, negros, índios e mestiços, Caxias foi o conciliador que estabeleceu a paz em um ambiente conturbado de revoltas, entre as quais a Farroupilha".

## Premiações
Pelo seu desfile, a Mangueira recebeu as seguintes premiações:
| - Estandarte de Ouro (O Globo) 1. Melhor escola 2. Melhor samba-enredo 3. Melhor porta-bandeira (Squel Jorgea) 4. Destaque do público (Cacá Nascimento na comissão de frente) - Estrela do Carnaval 1. Melhor ala de passistas 2. Melhor harmonia - Gato de Prata 1. Melhor escola 2. Melhor samba-enredo 3. Melhor enredo 4. Homenagem especial: Cacá Nascimento - Melhores do Carnaval 1. Melhor escola 2. Melhor samba-enredo 3. Melhor enredo - Prêmio 100% Carnaval 1. Melhor escola 2. Melhor samba-enredo 3. Melhor enredo 4. Melhor comissão de frente 5. Personalidade: Leci Brandão | - Prêmio Plumas & Paetês Cultural 1. Melhor samba-enredo 2. Melhor pesquisador (Leandro Vieira) 3. Melhor destaque performático masculino (Nabil Habib) 4. Melhor diretor de harmonia (Dimichel Velasco) - Prêmio SRzd 1. Melhor intérprete (Marquinho Art’Samba) - S@mba-Net 1. Melhor escola 2. Melhor samba-enredo 3. Melhor enredo 4. Melhor comissão de frente 5. Melhor ala de baianas - Tamborim de Ouro 1. Melhor escola - Troféu Bateria 1. Melhor paradinha (marcha) - Troféu Sambario 1. Melhor escola 2. Melhor samba-enredo 3. Melhor enredo 4. Melhor bateria 5. Personalidade: Leci Brandão |

## Legado

### O samba-enredo

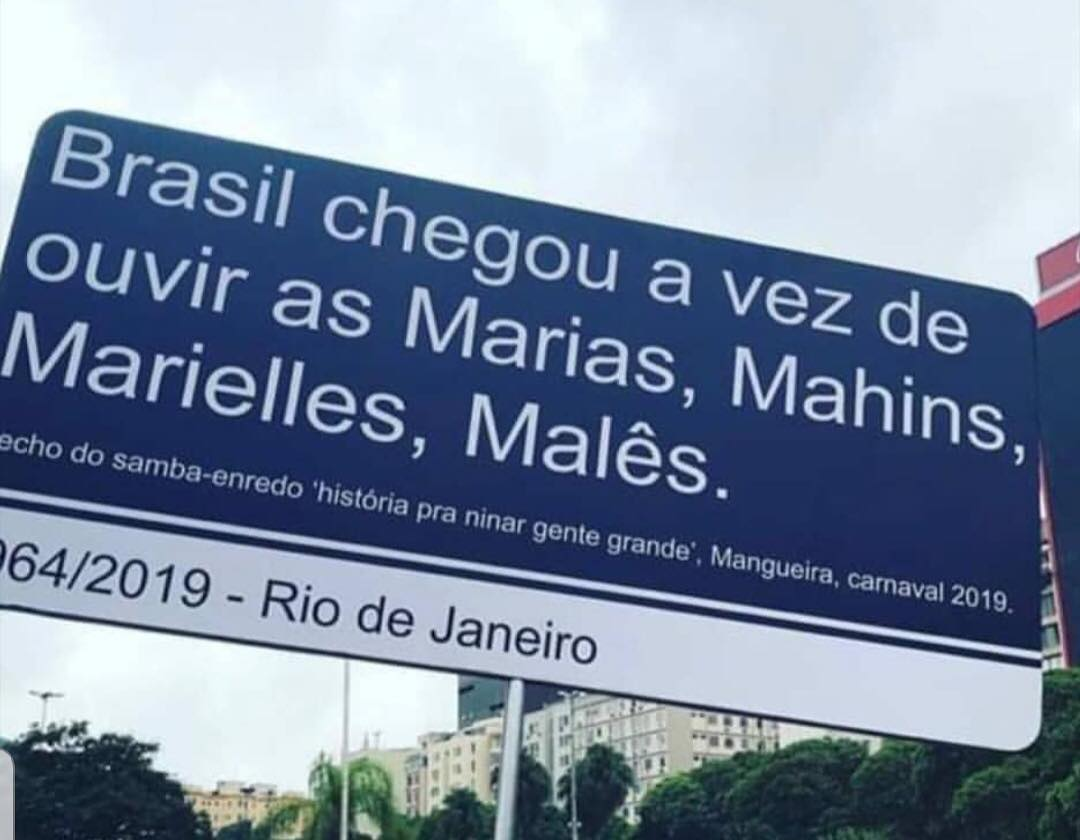
Placa com trecho do samba-enredo, muito utilizada em manifestações sobre o assassinato de Marielle Franco.

Um dos legados deixados pelo desfile foi seu samba-enredo, que passou a ser referenciado com adjetivos como "histórico" e "antológico". Sucesso antes mesmo do carnaval, a obra mangueirense extrapolou a "bolha carnavalesca". Foi regravada por outros cantores como Maria Bethânia, Marina Iris, Leci Brandão, Fran Januário e Luca Argel, e ganhou uma versão em francês da dupla Aurélie & Verioca. O samba também foi parar nas instituições de ensino, sendo utilizado por professores para ministrar suas aulas. A citação a Marielle Franco transformou o samba num hino de protesto, entoado em manifestações sobre assassinato da vereadora. Em 2019 foi cantado por Marina Iris numa sessão solene da Câmara dos Deputados em Brasília, também em homenagem a Marielle. Na mesma sessão, parlamentares usaram reproduções das bandeiras utilizadas no desfile da Mangueira com a imagem de Marielle nas cores verde e rosa. Em 2021, Marina se apresentou com o samba no festival online No Love Without Justice, organizado pela ong internacional ActionAid. Foi novamente cantado por Marina Iris em 2023, na posse de Anielle Franco (irmã de Marielle) como ministra da Igualdade Racial do Governo Lula. O samba ainda foi abordado no Exame Nacional do Ensino Médio de 2024, nos textos motivadores da redação com o tema "Desafios para a valorização da herança africana no Brasil".

### Bandeira brasileira
Em 2021, a obra Bandeira brasileira, de Leandro Vieira, que encerrou o desfile da Mangueira, foi exposta no Salão Monumental do Museu de Arte Moderna do Rio de Janeiro. A obra fez parte do programa "Saberes da Mangueira", que ocupou o museu com palestras e oficinas sob curadoria do carnavalesco Leandro Vieira.

### Dicionário dos excluídos
O desfile da Mangueira inspirou os alunos participantes da Olimpíada Nacional em História do Brasil (ONHB), promovida pela Universidade Estadual de Campinas (Unicamp), a criarem o dicionário biográfico "Excluídos da História", que reúne 2.251 verbetes sobre personalidades raramente estudadas pela historiografia oficial do Brasil. O projeto, ganhador do Brasil Design Award na categoria de design de sistema educativo, foi transformado em site com acesso gratuito. Ainda no pré-carnaval, o samba da Mangueira circulava nos grupos de WhatsApp do time de professores responsáveis por formular as etapas da Olimpíada, quando foi decidido que o debate proposto pela Mangueira seria levado aos estudantes dos ensinos fundamental e médio, que precisariam pesquisar e apresentar figuras que eles considerassem esquecidas.

### Reconhecimento
Em 2020, "História pra Ninar Gente Grande" foi escolhido um dos melhores sambas da década por um júri do jornal O Globo formado por compositores e jornalistas. Numa votação popular online, o samba foi eleito o segundo melhor entre os dez concorrentes com 26% dos votos contra 28% do vencedor, "Bahia: E o Povo na Rua Cantando... É Feito Uma Reza, Um Ritual" (samba de 2012 da Portela).

Em 2022 o jornalista Aydano André Motta, d'O Globo, apontou o desfile de 2019 da Mangueira como um dos maiores do século, ao lado de Beija-Flor 2007 ("Áfricas") e Grande Rio 2022 ("Fala, Majeté! Sete Chaves de Exu"). O jornalista Leonardo Bruno, do Extra, também colocou o desfile entre os melhores do século ao lado de Mangueira 2002, Beija-Flor 2007, Salgueiro 2009 e Tijuca 2010.